# Онежский тракторный завод

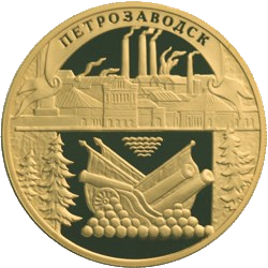
Памятная монета Банка России 100 рублей, золото, реверс. (2003) Александровский завод.

Онежский тракторный завод — российский производитель тракторов (лесозаготовительных, лесохозяйственных, специализированных). Предприятие основано 1 сентября 1703 года, находится в городе Петрозаводске, в настоящее время входит в структуру машиностроительной компании «Амкодор».

## История

### Предыстория
В 1700 году Россия объявила войну Швеции, в связи с чем появилась потребность в новом производстве оружия для ведения боевых действий. Ранее имевшиеся оружейные производства находились далеко от театра военных действий — на Урале. В связи с этим российский царь Пётр I принял решение построить оружейный завод вблизи шведской границы.
В 1701 году на берег Онежского озера в районе устья реки Лососинки сошла команда по поиску беглых рекрутов. Команда познакомилась с крестьянином Трофимом — жителем деревни Уже-Сельга, уроженцем села Деревянного, владельцем мельницы и избы на Лососинке. Крестьянин рассказал о наличии меди и железа в окрестных болотах и озёрах, о чём было доложено Петру I.
9 февраля 1702 года по решению Петра I руководство Рудного приказа снарядило экспедицию в Олонецкий край для поиска серебряных и медных руд, во главе которой стоял дозорщик Иван Фёдорович Патрушев. В состав экспедиции входили пробирщики Иоганн Блюер и Иоганн Цехариус, плавильный мастер Вульф Мартын Цымерман, штейгер Георг Шмиден, подьячий Иван Головачёв, рудокопатели Михайла Ланги, Гаврила Ланги, Еремей Блейхшмид и Гаврила Шёнфельдер, толмачи Самойла Печ и Андрей Христофоров, ученики Савва Абрамов, Сергей Щелкунов, Осип Карачаров и Иван Свешников. Во время обследования Онежского озера и окрестностей было найдено несколько крупных месторождений медной и железной руды. В итоге экспедиция определила построить завод в Шуйском погосте на Лососинке.
Летом 1703 года на Онежское озеро была снаряжена ещё одна рудоискательная экспедиция под руководством московского рудознатца и металлурга Якова Власова. Экспедиция обследовала всё течение Лососинки, а также реку Машезерку. Поскольку в истоках рек были обнаружены надёжные водохранилища (озёра Лососинное и Машезеро), Яков Власов окончательно сделал выбор размещения нового завода в пользу устья Лососинки, после чего в этом месте начались подготовительные работы. Кроме того, расположение завода было выгодным в связи с наличием удобных водных путей сообщения, наличием строительных материалов (лес, камень) и топлива (развитое углежжение).

### Зарождение завода
1 сентября 1703 года состоялась закладка завода, который получил наименование Шуйский оружейный завод (название связано с Шуйским погостом, на территории которого расположилось производство). На закладке первого камня присутствовал сподвижник Петра I, командующий крупными силами пехоты и кавалерии в Северной войне Александр Данилович Меншиков Общее руководство строительством завода осуществлял видный специалист вице-комендант и начальник заводов горного округа Алексей Степанович Чоглоков, получивший должность начальника Канцелярии Олонецких казённых заводов. Землекопами и плотниками на строительстве завода работали крестьяне из карельских, архангельских и вологодских сёл. В целом, на строительстве работало 102 плотника, 15 кузнецов, 166 подводчиков с лошадьми и 900 пеших работников.
В сентябре 1703 года полным ходом шло строительство первой плотины, двух доменных печей, изготовление вододействующих механизмов и большого чана для литья пушек, сооружение вертельни, молотовой кузницы. К концу осени 1703 года было начато строительство ещё двух домен, якорной кузницы, оружейных и других цехов. По решению Канцелярии Олонецких казённых заводов было начато строительство пристани на Шуйском заводе. Оборудование для нового завода было изготовлено на Устренском и Лижемском заводах. Опытные специалисты Устренского и других заводов Олонецкого горного округа участвовали в возведении плотин, построек и монтаже оборудования цехов и мастерских. По указу государственной Адмиралтейской коллегии мастеровые и работные люди на завод были набраны из Москвы, Тулы, Олонца, Ярославля, Галича, Кинешмы, Решмы, Каргополя, Белоозера, Железного Устюга, Костромы, Владимира, Переславля, Павлова, Углича, Курска, Балахны, Вязьмы, Елитны, Юрия Польского, Вязникова, Дмитрова, Суздаля, Гороховца, Алатыря, Вологды, Старой Руссы, Корелы, Новгорода, Донскова, Арзамаса, Мезени, Соли Камской, Архангельска. Тобольска, Тотьмы, Великого Устюга, Вабова, Городецка, Любима, Саранска, Чебоксар, Алексина, Скопина, Рыбной слободы, Свияжска, Нижнего Борисова, Тихвина, Воронежа, Козлова, Романова, Сибири, шведской Финляндии, из Западной Европы.
В начале XVIII века на окраине Петровской слободы (ныне сквер на улице Куйбышева) было устроено «лобное место» — эшафот для приведения в исполнение публичных наказаний провинившихся мастеровых завода. Известно, что в 1708 году на лобном месте публично «была учинена смертная казнь» трёх беглых мастеровых-оружейников. В течение XVIII—XIX веков здесь проводились публичные телесные наказания-экзекуции провинившихся работников завода. В 1850 году эшафот был демонтирован и на этом месте был открыт рынок для торговли сеном.

### Становление завода

Памятная доска в память о Петровском заводе и основателе завода Петре I

Памятная доска «Во благо России» в память о Петровском заводе

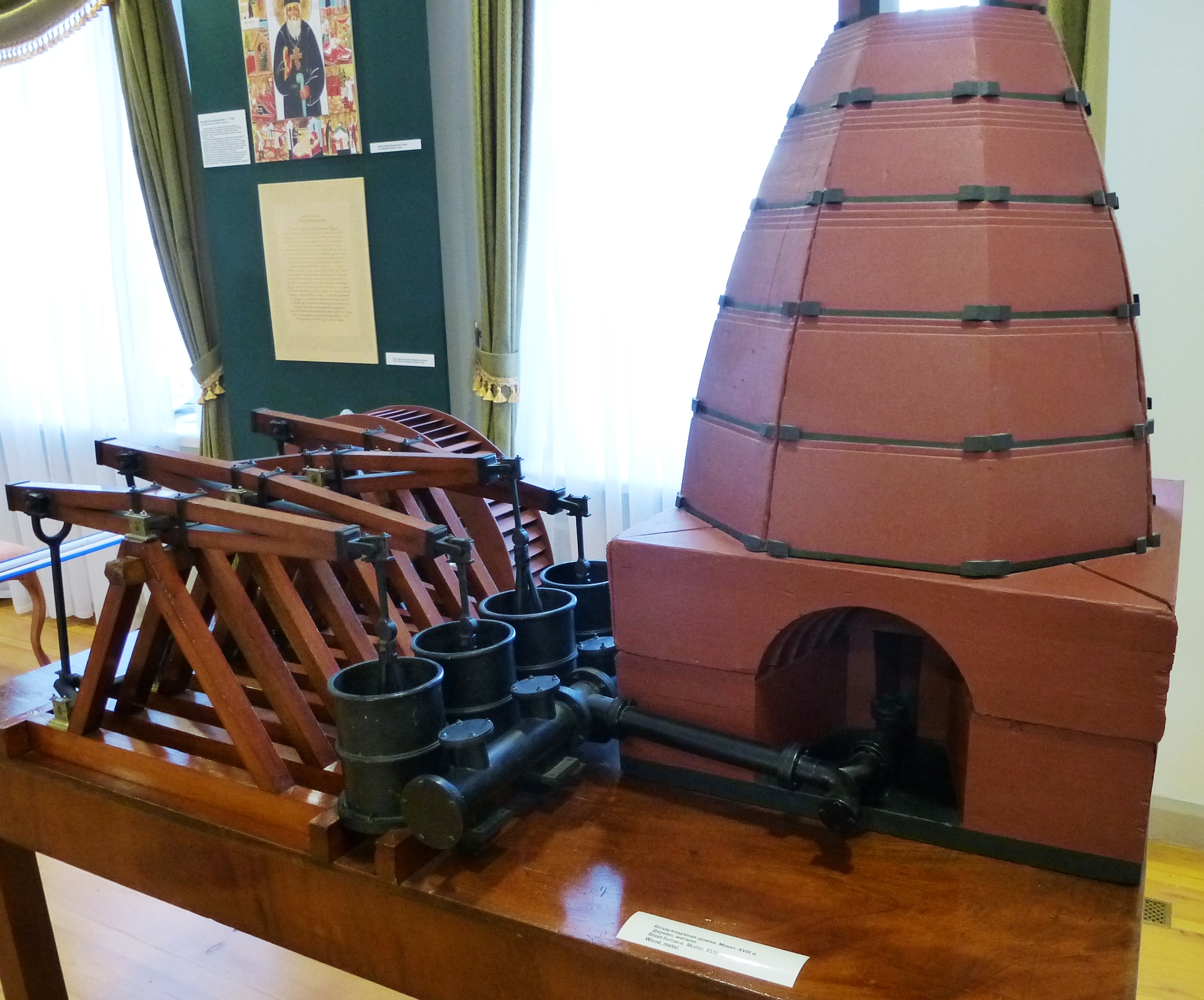
Макет воздуходувной домны

В декабре 1703 года на Шуйском оружейном заводе были задуты первые домны, к литью пушек приступили уже в январе 1704 года. Доменным производством и литьём руководили мастера Ян Персон и Мокей Емельянов. В августе 1704 года на Олонецкую верфь были отправлены 708 пушек 3- и 6-фунтового калибров и 15 000 ядер к ним.
В 1704 году под руководством Ивана Шалина на заводе завершили строительство пушечной вертельни для обточки и сверления пушечных стволов, молотовой кузницы. К весне 1704 года чугун выдавали уже четыре домны, была построена оружейная фабрика.
В сентябре 1704 года была построена пристань для отгрузки пушек с ядрами на Олонецкую верфь.
Летом 1705 года для обеспечения круглогодичной бесперебойной работы многочисленных механизмов завода площади озера Машезера и Лососинного были увеличены в несколько раз за счёт строительства в истоках Лососинки и Машезерки плотины высотой 2,5 сажени. На это строительство было привлечено 250 плотников, 1000 землекопов и возчиков из крестьян деревень Лососинное и Машезеро. К концу 1705 года на правом берегу Лососинки была построена мастерская для изготовления мехов. В 1706 году мастер Максим Артемьев, подмастерья Гаврила Никифоров и другие организовали якорное производство.
К 1706 году завод получил имя царя Петра I, по решению которого появился завод: сначала предприятие именовалось Новопетровский железный завод, а затем — Олонецкий Петровский железоделательный и пушечный завод. В это время в составе завода находились доменная, литейная, кузнечная, молотовая, якорная, токарная, сверлильная, проволочная, жестяная, эфесная, меховая, замочная, столярная фабрики и химическая лаборатория, а также специально оборудованный полигон для испытания (пробы) пушек, располагавшийся на Зареке, в районе современной улицы Пробной. В целом завод имел до 40 производственных помещений.

### Развитие Петровского завода
Затяжная Северная война требовала от Петровского завода большого количества продукции. Доменная, литейная и сверлильная фабрики работали круглосуточно, в две смены. Качество продукции было высоким. Главными видами производства, освоенного на заводе, было производство артиллерийского, стрелкового и холодного оружия: выпускались ружья, пистолеты, солдатские шпаги, офицерские кортики, штыки-багинеты. В 1711 году был освоен выпуск скорострельных пушек с клиновым затвором. Завод также выпускал и мирную продукцию — домашнюю утварь, котлы, лопаты, пилы, подковы, гвозди, сковороды, ступки, ножи, вилки, циркули, ножницы и подсвечники.
В 1712 году Петровский завод по распоряжению Петра I передан в ведение Главного адмиралтейства.

Памятная доска в честь Георга Вильгельма де Геннина

В декабре 1713 года начальником Олонецких заводов назначен Вильям Иванович де Геннин. Он внедрил на Петровском заводе собственное изобретение — володействующую машину, позволявшую одновременно сверлить три орудия. В 1716 году Вильям Геннин открыл при заводе первую в Российской империи горнозаводскую школу для подготовки специалистов-металлургов.
В 1717 году, по инициативе Петра I Вильям Геннин отправился за границу, откуда привёз на Петровский завод чертежи для оборудования на заводе новых машин и механизмов. Вместе с Вильямом Генниным на завод прибыли саксонские мастера. Значительная модернизация производства была проведена после второй поездки Вильяма Геннина в Западную Европу в 1719 году.
С 15 по 17 февраля 1719 года завод с кратковременным визитом посетил Пётр I. Второй визит российского царя состоялся с 3 по 25 марта 1720 года, во время этого посещения завода Пётр I точил в токарне. Следующее посещение завода Петром I состоялось в феврале 1722 года.

### Угасание пушечного завода
После победы России в Северной войне спрос на пушки упал, производство на Петровском заводе стало сворачиваться. В апреле 1722 года Вильям Геннин получил указание Петра I о переезде на заводы, расположенные в Верхотурском и Тобольском уездах, с целью организации производства на этих предприятиях. Оружейная фабрика была переведена в Сестрорецк, куда переехали более 400 мастеровых Петровского завода.
В феврале 1724 года состоялся ещё один визит Петра I на завод. По легенде, государь собственноручно принял участие в изготовлении паникадила, переданного в Собор во имя святых первоверховных апостолов Петра и Павла.
В августе 1727 года изменилась ведомственная принадлежность завода, производство было подчинено Берг-коллегии. В марте 1730 года по распоряжению Берг-коллегии были уволены престарелые и к работе негодные мастеровые. В ноябре 1731 года по указу Берг-коллегии на заводе прекращены работы в связи с плохим качеством руд, дороговизной руд и угля. Разрешено было лишь проведение работ с уже добытой рудой.
В 1732 году вице-бергмейстер Циммерман докладывал в Коммерц-коллегию о необходимости окончательного закрытия Петровского завода из-за обвала доменных печей, плохого состояния плотин, отдалённости леса для углежжения, большой цены и плохого качества руды. В 1734 году была погашена последняя домна завода, но Канцелярия Олонецких Петровских заводов ликвидирована не была.
К 1740 году доменные печи окончательно разрушились. В феврале 1744 года по распоряжению Санкт-Петербургской берг-конторы жителю слободы Петровских заводов Артемию Мурашёву разрешили бесплатно взять щебень, перегорелый кирпич и камень при бывших доменных печах. В июле 1745 года Артемию Мурашёву продали за 7 рублей ветхие казённые развалившиеся машины без крышек на верхней казённой плотине.
В память о Петровском заводе на доме 2 набережной Гюллинга в Петрозаводске, на месте стоявших в начале XVIII века заводских корпусов (правый берег реки Лососинки), установлены две мемориальные доски — «Во благо России» и в честь производства оружия для российского флота и основателя завода Петра I. В 2003 году во время празднования 300-летия завода в парке Культуры и Отдыха на месте располагавшегося в начале XVIII века предприятия (левый берег Лососинки) установлен памятный знак.

### Создание медеплавильного завода
22 сентября 1753 года Санкт-Петербургская берг-контора распорядилась перевести на Петровский завод медное производство Кончезерского завода, в связи с чем Канцелярия Олонецких Петровских заводов начала подготавливать расчёты для организации завода. С конца 1754 года началось строительство новых цехов, 20 ноября 1755 года Петровский медеплавильный завод начал производство. С этого времени российская медная монета чеканилась из металла, который поставлял в столицу Петровский медеплавильный завод.

### Александровский завод. Возрождение литья пушек

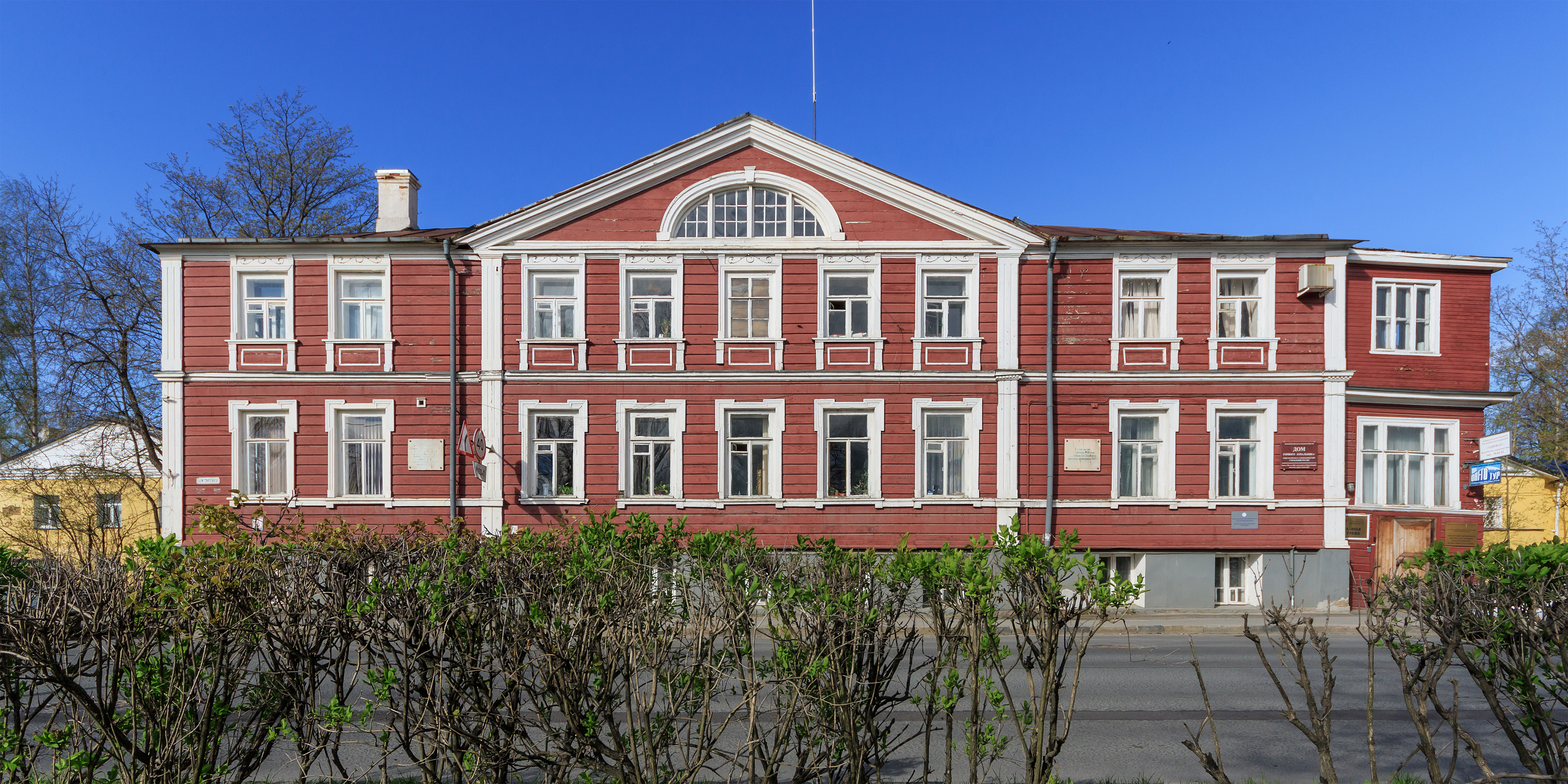
Дома горного начальника в Петрозаводске

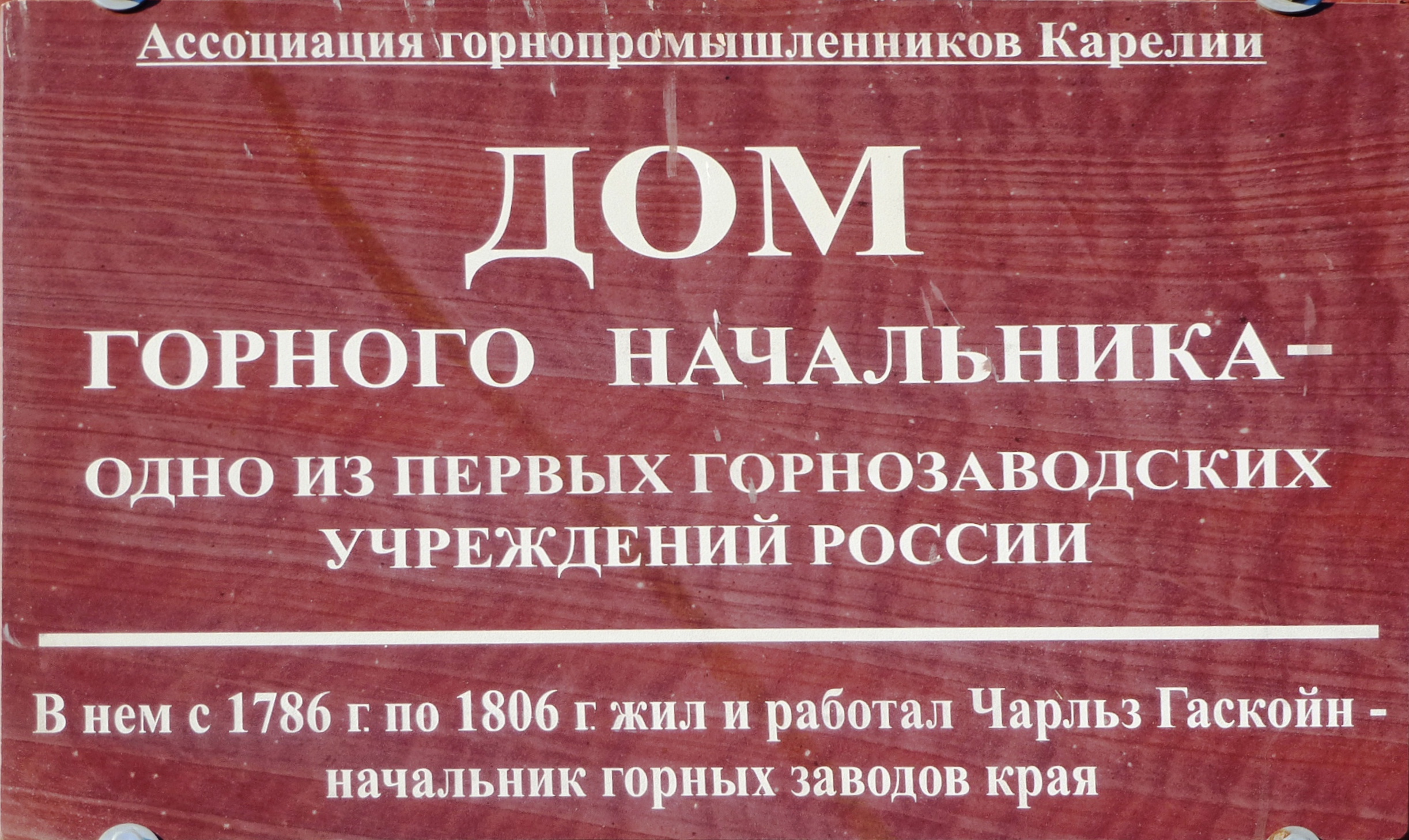
Мемориальная доска Чарльзу Гаскойну

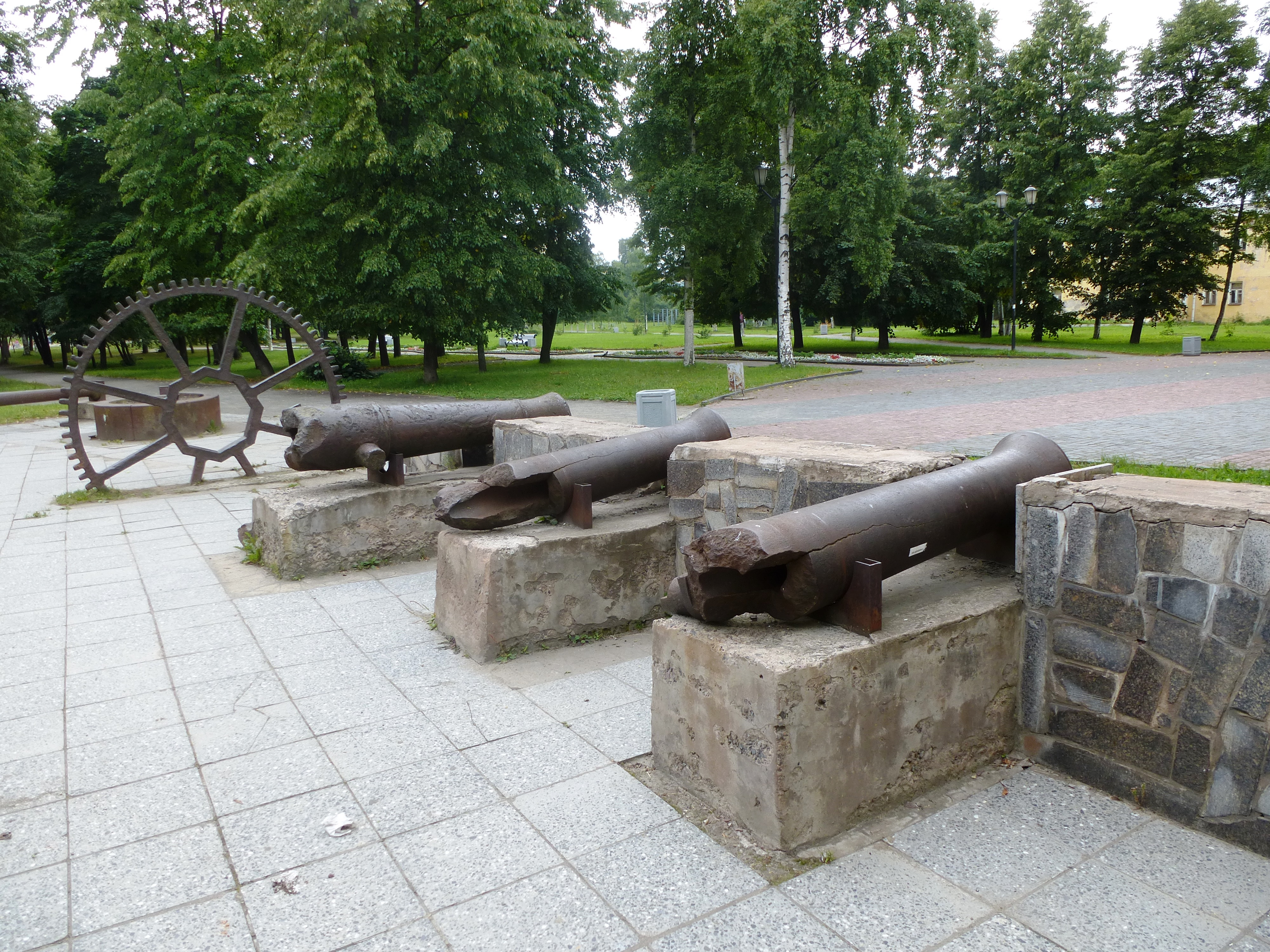
Пушки Александровского завода. Губернаторский парк

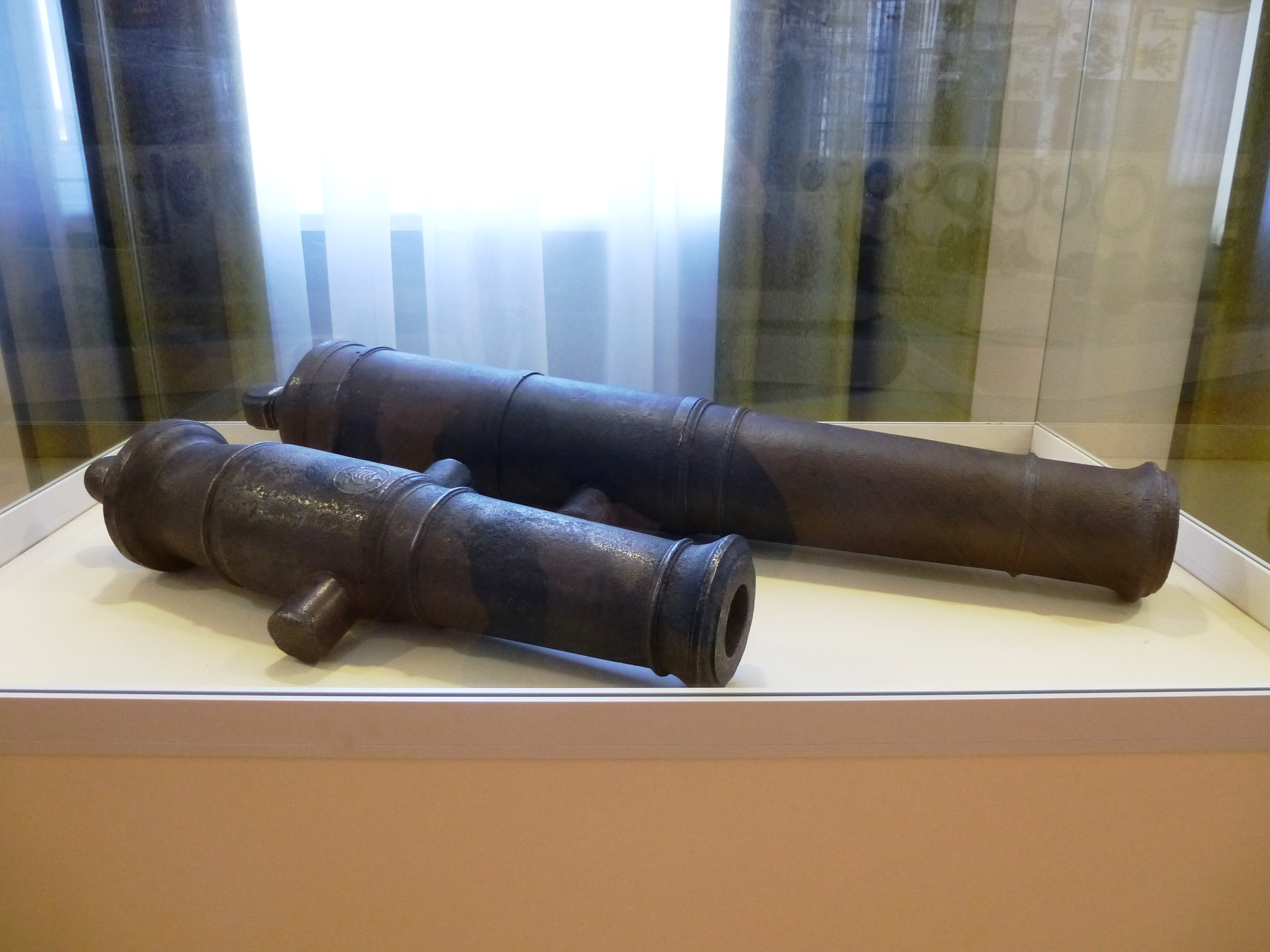
Пушки Александровского завода. Национальный музей Республики Карелия

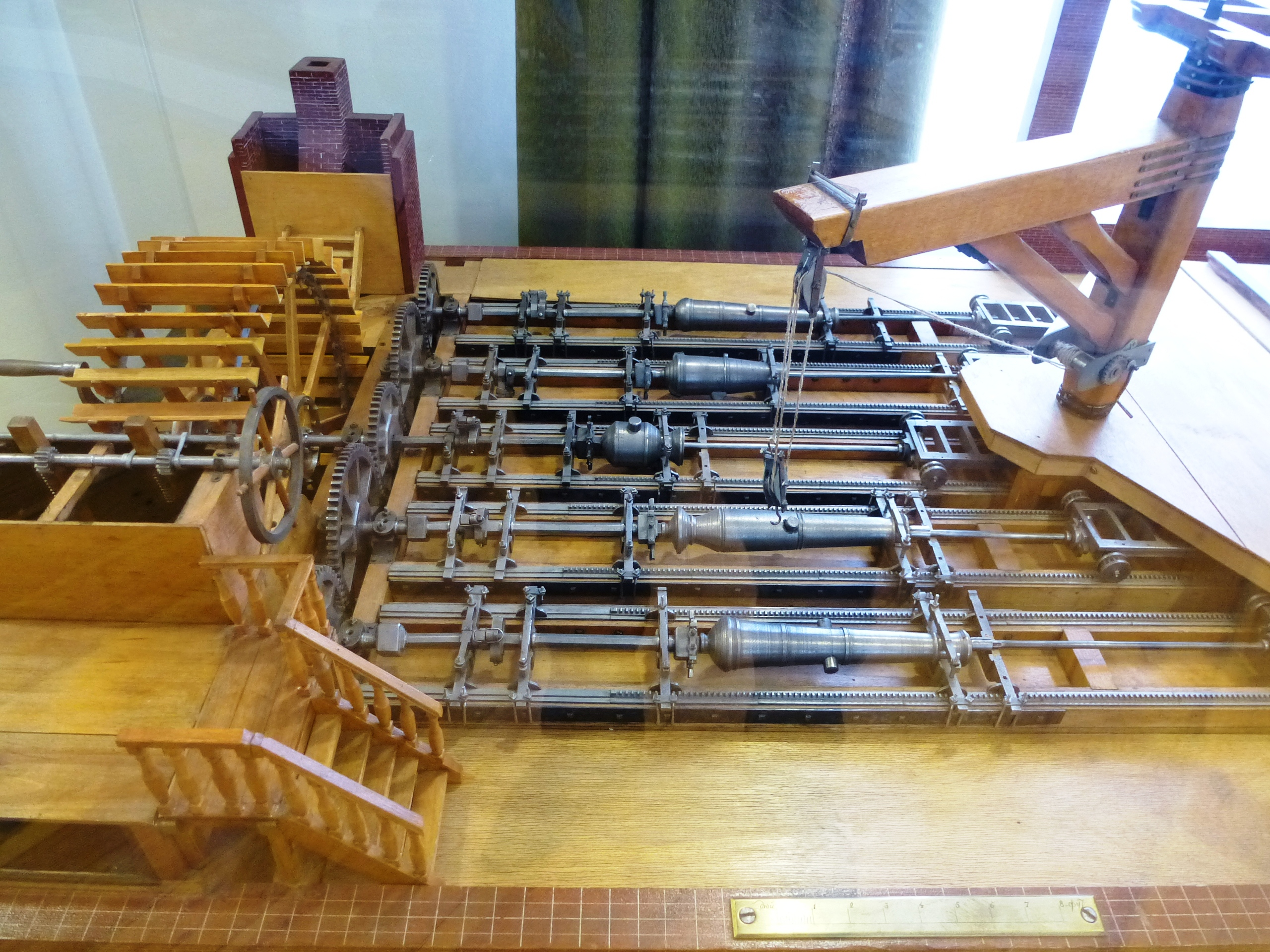
Макет цеха сверловки пушек Александровского завода

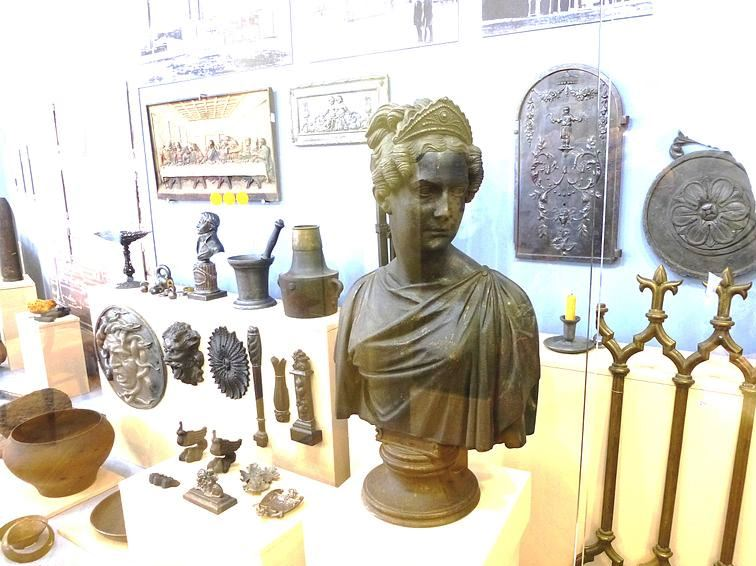
Продукция Александровского завода

9 июля 1767 года был издан указ о возобновлении литья пушек на Петровских заводах. В соответствии с этим указом, в январе 1772 года обер-прокурор Сената Михаил Фёдорович Соймонов и бергмейстер Аникита Сергеевич Ярцов совершили поездку на завод, выбрали площадку для возобновления производства пушек — на реке Лососинке, выше первоначального расположения завода, а также начали перестройку медеплавильного завода. С осени 1772 года приписные к заводу крестьяне начали заготавливать лесоматериалы и камни для будущей строительной площадки пушечного завода.
17 мая 1773 года был заложен фундамент доменной фабрики, началась подвозка земли и песка на плотину. Одновременно было начато строительство меховой (воздуходувной), сверлильной и других фабрик, перестраивались Машезерская и Лососинская плотины. Во время строительства завод получил новое название — Новопетровский пушечный завод.
В мае 1773 года была открыта заводская больница на десять коек предназначенная в основном для травмированных на производстве.
В 1774 году в России отмечалось 50-летие перенесения мощей Александра Невского в Александро-Невский монастырь. Указом императрицы Екатерины II от 14 июня 1774 года завод получил название Александровский завод, в честь князя Александра Невского.
30 июня 1774 года задуты две первые доменные печи Александровского завода, а 13 октября отлита первая пушка. Александровский пушечно-литейный завод к моменту открытия состоял из доменной, молотовой, «свирильной», «кузнишной», слесарной, фурмовой и меховой фабрик, плотины. При А. Н. Ярцове были построены оригинальные гидротехнические сооружения, вертикальная печь, облицованная металлическим листом (вагранка), поршневая воздуходувная машина с водяным приводом, проводились опыты по изготовлению пушек методом глухого литья с последующим рассверливанием пушечного ствола. В 1782 году Аникита Сергеевич Ярцов был переведён в Санкт-Петербург, назначен управляющим Горным училищем. Начальником Олонецких заводов был назначен Фёдор Грамматчиков. При нём объёмы производства пушек упали, снизилось качество. В отдельные месяцы брак доходит до 70 процентов.
В 1778 году во дворе завода был установлен самый первый памятник Петрозаводска — памятник пушке. Данная пушка была отбракована офицерами морского ведомства в 1774 году, после чего четыре года орудие пролежало невостребованным. В 1778 году пушку доставили на Пробную батарею, где её заряжали несколько раз, все испытания пушка выдержала. Аникита Сергеевич Ярцов приказал установить пушку в заводском дворе «в знак крепости здешней артиллерии».

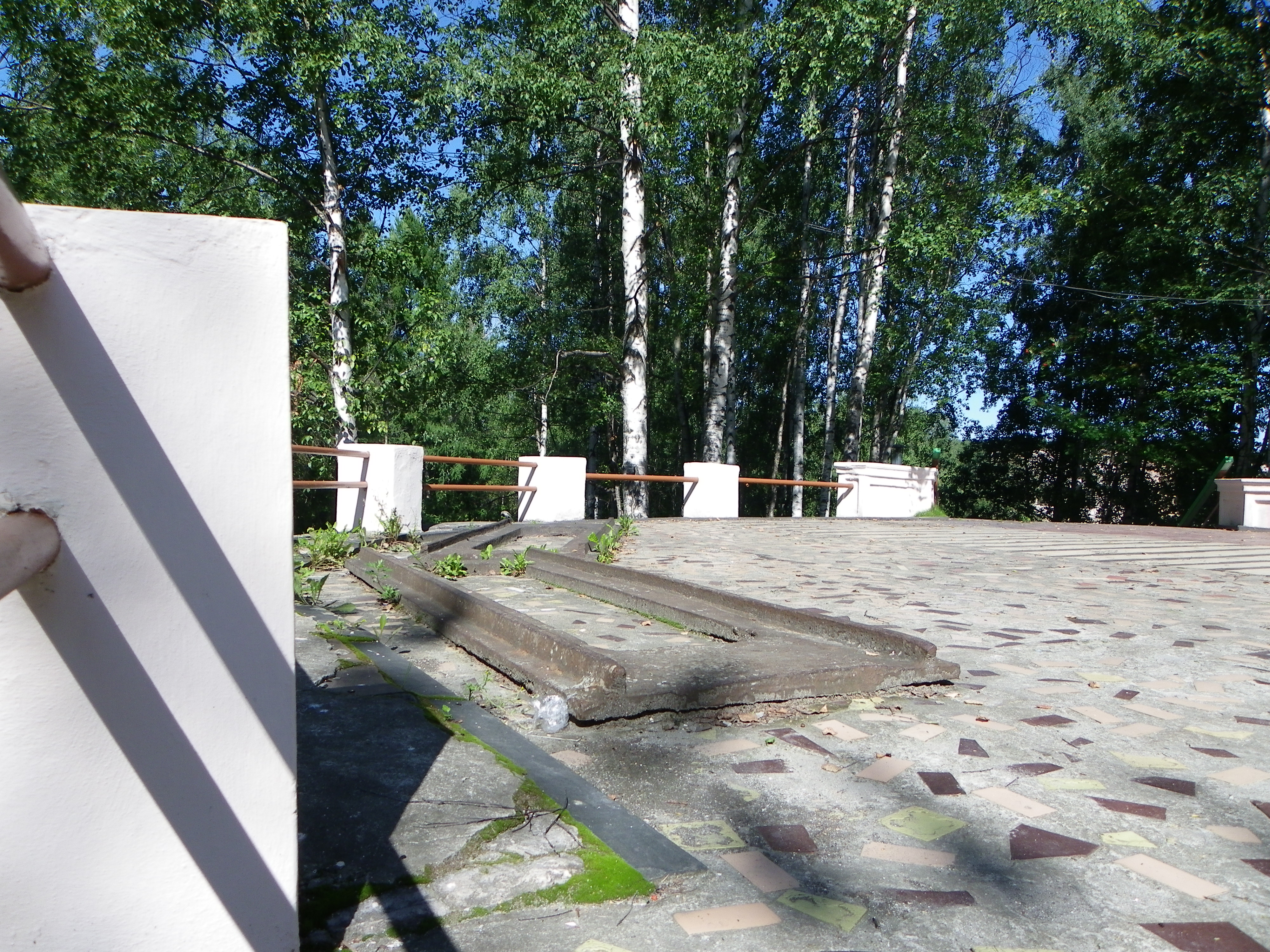
Фрагмент чугунного колесопровода — первой железной дороги России, 1788 год постройки

В 1786 году управлять заводами назначен Карл Гаскойн. По указу императрицы Екатерины II «Об учреждении при Кончозере чугуноплавильного завода» от 2 сентября 1786 г. Канцелярия Олонецких Петровских заводов и контора Александровского завода были упразднены. Гаскойн организовал и непосредственно руководил масонской ложей в состав которой входили все наиболее заметные чиновники-иностранцы Олонецких горных заводов, а также англичане-мастеровые, прибывшие в Петрозаводск с Гаскойном.
В 1788 году на Александровском заводе была построена первая в мире железная дорога заводского назначения — «чугунный колесопровод». В 1789 году на заводе изготовлена первая в России паровая машина производственного назначения.
В 1794 году Карл Гаскойн отбыл на Северский Донец, где осуществлялся поиск руды. В 1795 году по указу Екатерины II там был основан Луганский литейный завод, директором которого назначен Гаскойн. Особо квалифицированные рабочие и специалисты для нового завода привлекались с Александровского пушечно-литейного завода. Необходимые для Луганского завода машины и механизмы предписывалось изготовить и отправить их зимним путём на наёмных подводах Александровскому заводу.
В 1790-х годах по приказу Екатерины Второй проводилась перечеканка 16-рублёвой монеты в 32-рублёвую в пуде. По деревянным моделям были выкованы 2 стана из железа и стали на сестрорецких заводах и отлиты из чугуна — на Петровском заводе, что подтверждается найденной при раскопках в петергофском парке «Александрия» медной монете номинала 1 рубль с надписью на гурте: «Олонецкого монетного двора».
29 апреля 1797 года Указом императора Павла I «Об учреждении повсеместно верных весов, питейных и хлебных мер» Александровскому заводу было предписано изготовление торговых гирь нового образца «…под строгим наказанием запретить прочим заводчикам таковое литьё».
В августе 1800 года, в результате трёхдневных проливных дождей, произошёл прорыв водохранилища, располагавшегося над заводской плотиной. Вода затопила завод, были частично сметены и унесены в озеро заводские постройки, жилые дома и запасы озёрной железной руды. Во время наводнения Лососинка образовала русло с северо-западной стороны завода (ныне парк «Ямка») и уцелевшие цеха оказались на правом берегу.
В 1812 году численность мастеровых и работников на заводе составляла 808 человек.

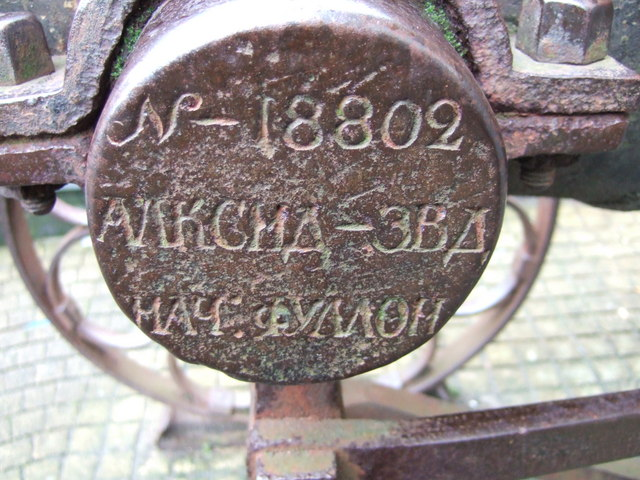
Клеймо на цапфе отлитой в 1823 году на Александровском заводе трофейной русской пушки, которая стоит как памятник Крымской войны в Уэльсе

7 августа 1819 года завод посетил император Александр I, обошёл все цеха, наблюдал производство орудий, осмотрел готовые изделия. В доменном цеху в его присутствии была отлита флотская пушка, а в парке «отделываемых снаружи орудий» император «собственною рукою изволил оковывать молотком одну 24-х фунтовую морской артиллерии пушку». Государь присутствовал при пробе орудий морской артиллерии. Офицеры и канониры, заряжающие пушки, на время выстрела обычно укрывались в каменном каземате рядом с пробной батареей, потому что орудия нередко разрывались и осколки летели в разные стороны. В присутствии императора 24-х фунтовое орудие разорвало при втором выстреле, после чего Александр I сказал смотрителю завода В. Е. Кларку, что он «очень рад, что видел разрыв орудия». В память о визите императора 15 сентября 1823 года во дворе завода был открыт памятник, состоящий из чугунного портика с колоннами и решёткой, где находились 24-фунтовая пушка морской артиллерии под № 16672, отлитая в присутствии императора, а также 36-фунтовая пушка № 16581, окованная его рукой. Под фронтоном портика по карнизу было выведено позолоченными буквами: «7 Августа 1819 года Александр I в Петрозаводске», а на пушках высечены надписи — «сия пушка отлита в присутствии Государя Императора Александра I, Августа 7 1819 года» и «Europae Pacificator; эту пушку Государь Император Александр I изволил оковывать собственною рукою Августа 7 дня 1819 года». Памятный знак существовал до 1918 года. Молот, с помощью которого Александр I оковывал пушку, долгое время находился на хранении в Олонецком горном правлении в специальном стеклянном ковчеге.

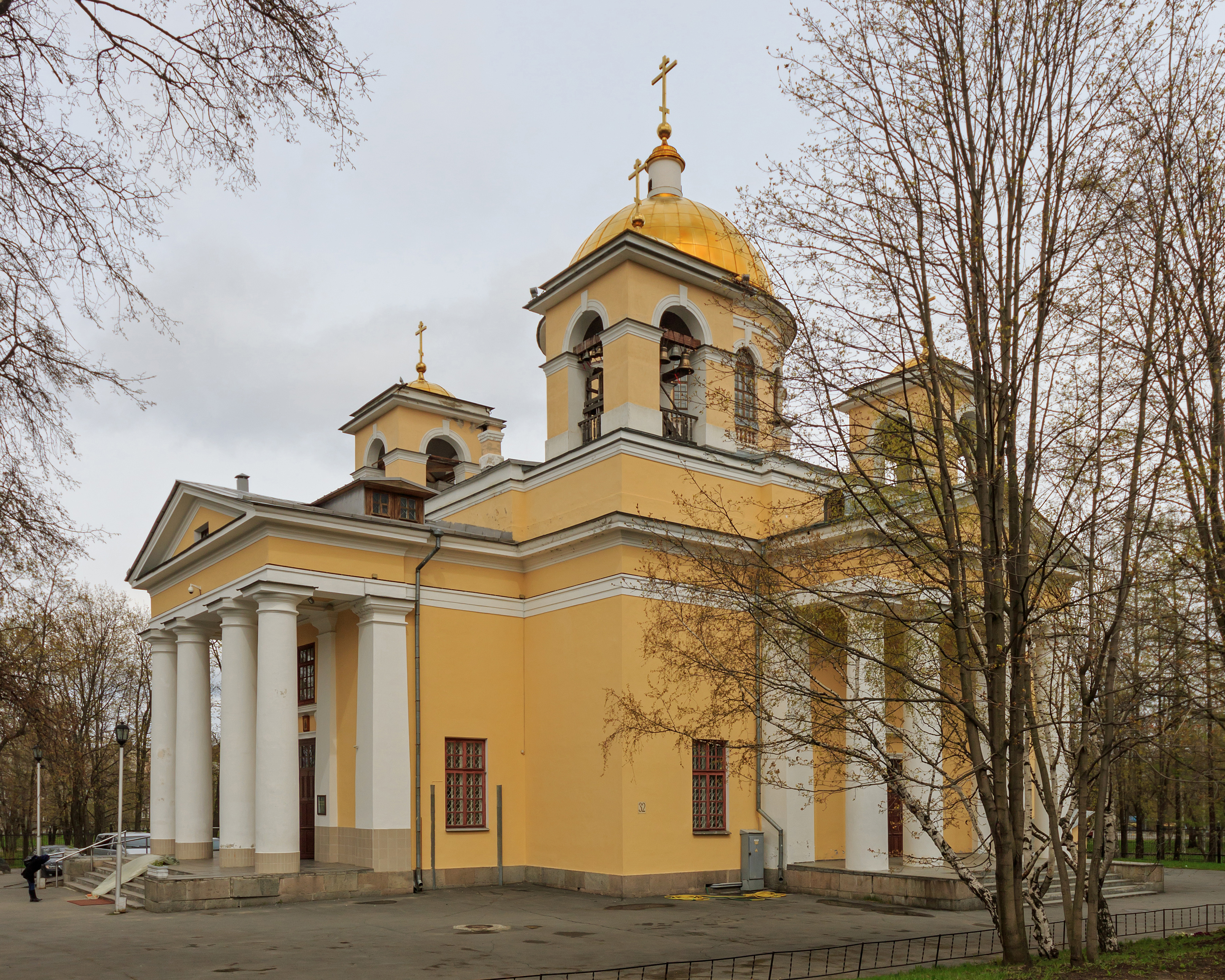
Заводская церковь во имя Александра Невского 1832 года постройки. Фото 2017 года.

В 1826 году началось строительство Александро-Невской горнозаводской церкви. Завершение строительства и освящение храма состоялось 27 января 1832 года. Возведение церкви велось на средства, пожертвованные работниками завода, а также за счёт сумм, «по высочайшему повелению отпущенных из Государственного казначейства». С 28 декабря 1838 года по 1873 год церковь находилась в распоряжении завода.
28 декабря 1829 года при заводе образована Артель резного искусства для «приготовления чугунных вещей с резною работою наподобие берлинских». Для размещения артели была отведена часть столярного цеха. В марте 1833 года первые вещи, изготовленные в артели, поступили в магазейн Александровского завода.
В 1831 году открыто приходское заводское двухклассное училище. В январе 1840 года для училища было выстроено специальное каменное здание. (В советский период заводское училище было преобразовано в ГПТУ № 1, в 1990-х годах — в профессиональный лицей № 1 имени Николая Репникова, в 2000-х годах — в Индустриальный колледж).
В 1836 году на заводе запущен в работу первый в мире полочный элеватор для грузоподъёмных работ. Впервые в России применено горячее дутьё в вагранку. В 1856 году весь личный состав завода награждён медалью «В память войны 1853—1856».
В 1858 году завод посетил император Александр II.
В марте 1861 года, на основании Манифеста об отмене крепостного права в России, был обнародован правительственный акт «Положение о горно-заводском населении казённых горных заводов ведомства Министерства финансов». Согласно этому «Положению» все приписные мастеровые освобождались от обязательной заводской службы, обретали все личные и имущественные права, переводились в сословие мещан с сохранением за ними усадебных участков. Реформа на Олонецких горных заводах была проведена поэтапно: с весны 1861 года освобождались мастеровые со стажем работы на заводах 20 и более лет (365 мастеровых), в 1862 году имевшие стаж не менее 15 лет, а в 1863 году все остальные работники. В 1863 году обязательный (приписной) труд на заводах Олонецкого горного округа был заменён вольнонаёмным.

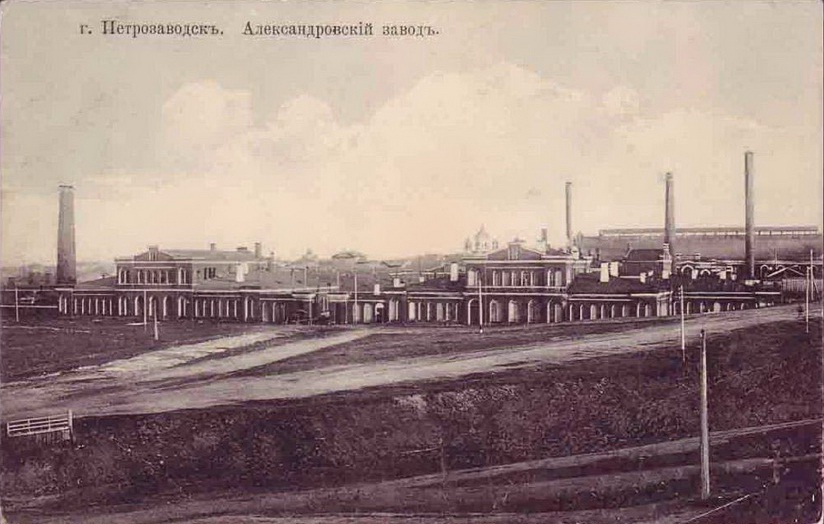
Александровский завод. Корпуса заводоуправления, построенные в 1874 году

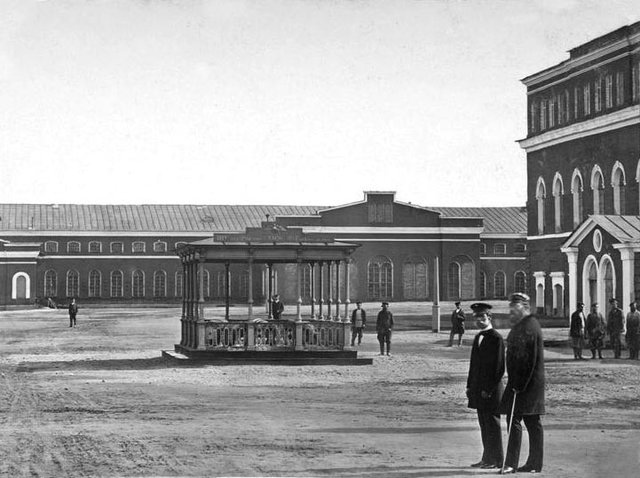
Чугунный портик во дворе предприятия, устроенный в память посещения завода в 1819 году императором Александром I

Памятник в честь 200-летия завода

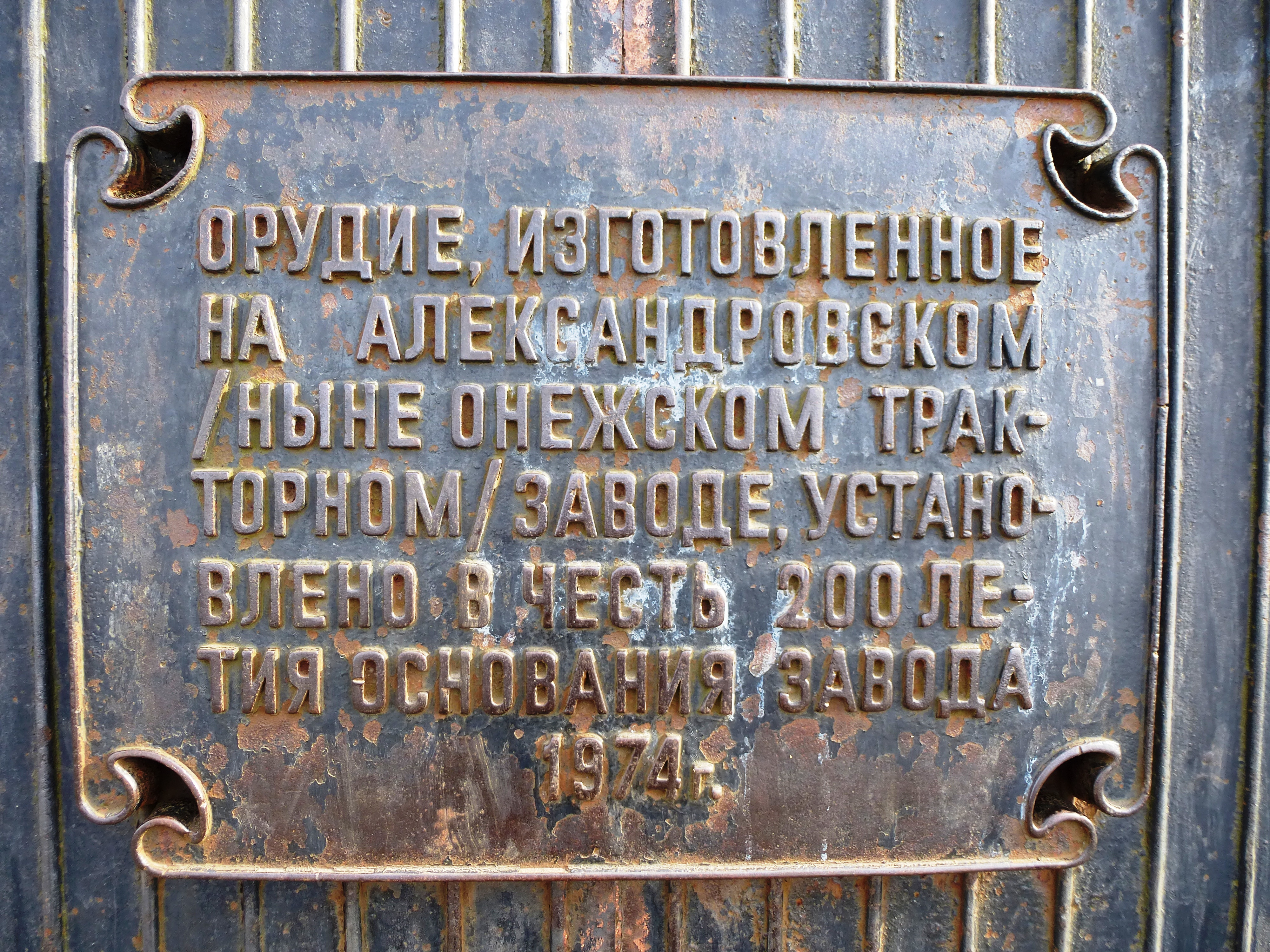
Памятная доска

В 1874 году завод отмечал столетний юбилей (со дня открытия производства на существовавшей на тот момент площадке). На этот день на заводе было изготовлено 37 000 пушечных стволов (в среднем по одному стволу в сутки). К юбилею были построены два новых корпуса заводоуправления.
В феврале 1875 года на Александровском заводе была объявлена первая в Петрозаводске забастовка.

### Устройство газового завода
2 июля 1873 года Олонецкое горное правление заключило контракт с Александром Васильевичем Рутковским об устройстве газового завода для освещения Александровского завода. Рутковский взял на себя обязательство изготовить оборудование для добычи 12 000 кубических футов газа в сутки. Под постройку газового завода горное правление обязалось отвести Александру Рутковскому в собственность земельный участок для завода со всеми принадлежностями для устройства освещения.
В феврале 1877 года газовый завод был принят в собственность Александровского завода.

### Преобразование в снарядоделательный завод
Ко второй половине XIX века на смену чугунным пушкам пришли стальные нарезные орудия, точность и дальность стрельбы, скорострельность которых выше, чем у чугунных. В память о пушечном производстве в 1974 году в Комсомольском сквере в качестве памятника была установлена пушка, ствол этого орудия под номером 31 571 был отлит в 1862 году. В связи с этим с отказом от производства на заводе чугунных орудий, в 1881 году предприятие преобразовано в Александровский снарядоделательный завод.
С 1883 года заводом управлял горный начальник Виктор Викторович Перловский. В это время Олонецкие горные заводы за участие в промышленно-художественной выставке в Москве были награждены дипломом 3-го разряда, соответствующим бронзовой медали.
В январе 1888 года при Александро-Невской горнозаводской церкви была открыта церковно-приходская школа для детей заводских служащих и мастеровых.
В 1889 году начальником завода стал Василий Фёдорович Поляков, который попытался сделать завод конкурентоспособным и, сократив большое количество работников, добился его рентабельности.

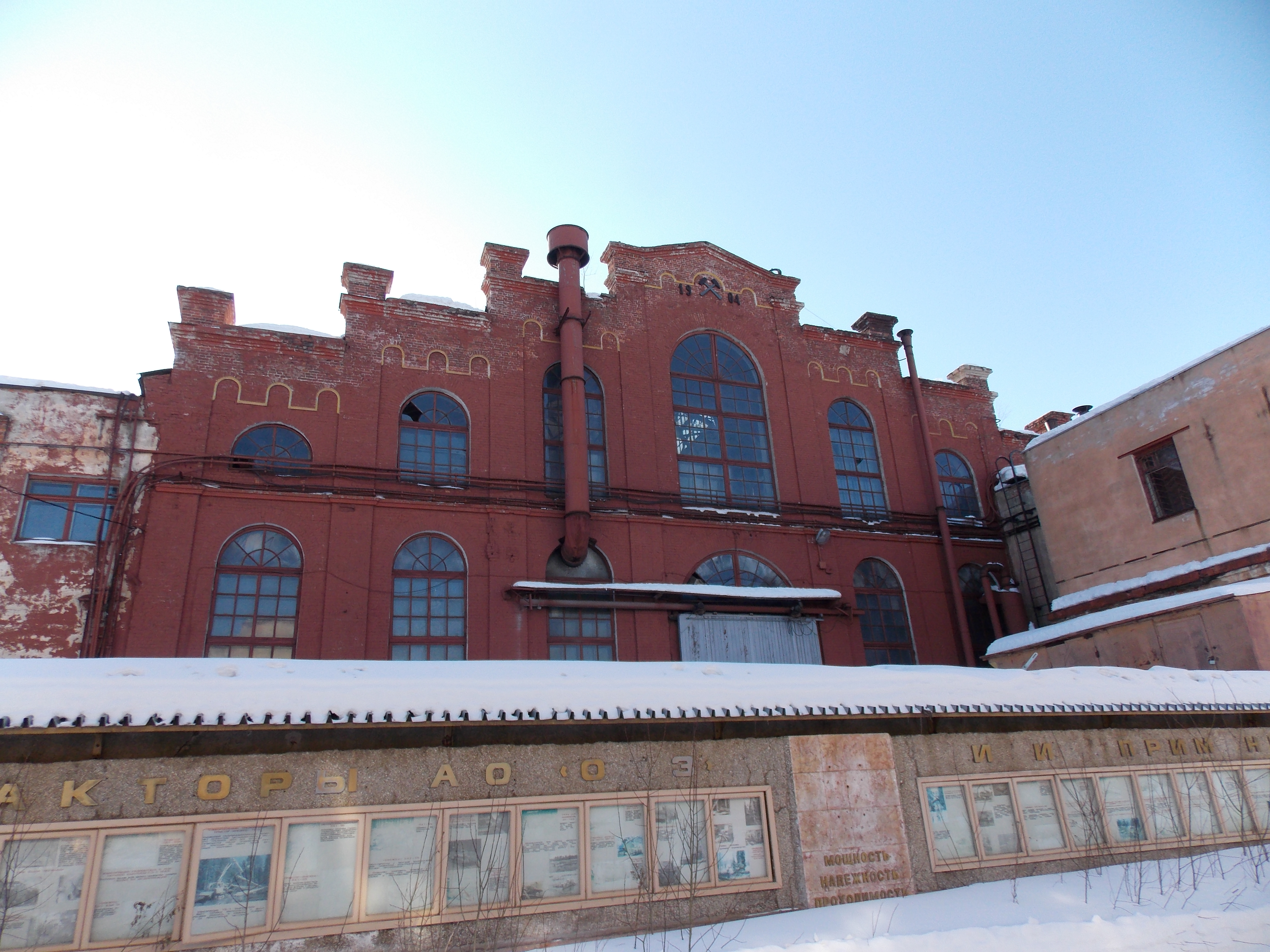
Ремонтно-механический цех 1904 года постройки. 2013 год.

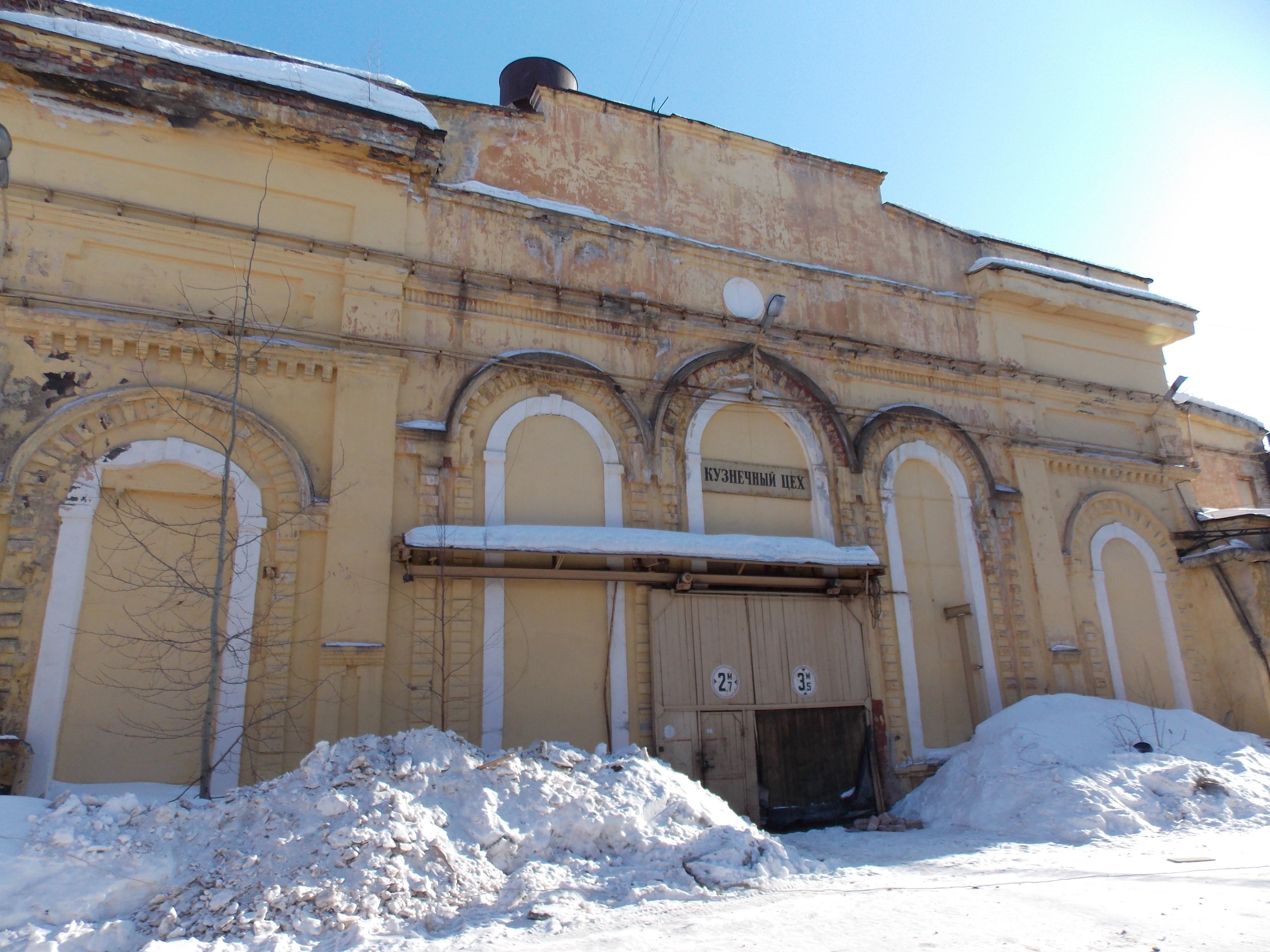
Кузнечный цех (построен в конце XIX века). Фото 2013 года

В 1892 году в должность горного начальника вступил Николай Иванович Оссовский. В 1901 году к управлению назначен Иван Степанович Яхонтов. Он провёл реконструкцию завода.
Как и по всей империи, в 1905 году на заводе оживляются революционные настроения. В 1906 году рабочим завода Николаем Тимофеевичем Григорьевым здесь основана первая в Олонецкой губернии социал-демократическая организация.
В 1907 году на заводе было уволено свыше 400 работников за участие в революционных манифестациях 1905—1906 годов. 23 июня 1908 года 19-летний служащий завода эсер Александр Кузьмин совершил в Петрозаводске покушение на жизнь сенатора, председателя Петербургской судебной палаты Н. С. Крашенинникова. В результате покушения сенатор получил лёгкое ранение. Кузьмин по приговору особого военного суда был казнён 29 августа 1908 года в петрозаводской тюрьме.
28 марта 1906 года в Государственную думу I созыва от Олонецкой губернии был избран заведующий механического цеха завода Александр Владимирович Африкантов. Депутат вошёл в Конституционно-демократическую фракцию Госдумы.
В целом, с конца XIX века по 1917 года на заводе были построены кузнечно-прессовый цех (конец XIX века), ремонтно-механический цех (1904 год), сборочный цех (1917 год). В 1903 году созданы сталелитейные и сталепрокатные мощности. В 1906 году установлены первые электромоторы, телефоны, электроосвещение. В начале XX века вступили в строй первые гидротурбины, начал работать новый мартен, электромоторы. Тем не менее, Александровский снарядоделательный завод оставался одним из самых отсталых предприятий отрасли. Высокая себестоимость продукции, большой процент брака, недогрузка основных цехов ставили завод на грань полной ликвидации.
Производственная деятельность завода активизировалась в связи с началом Первой мировой войны — в 1916 году производство снарядов в сравнении с 1913 годом увеличилось вдвое до 153 тыс. штук, число рабочих возросло в полтора раза и достигло 1528 человек.
В августе 1917 года на заводе организована первая большевистская ячейка. В память о первой большевистской ячейке, во второй половине XX века, была установлена памятная доска (утрачена в 2003 году), около Дома культуры завода был установлен памятный знак в честь Николая Григорьева, в 1987 году заменённый на памятник в Берёзовой роще.
В марте 1917 года рабочие завода добились отставки Ивана Яхонтова и других руководителей завода. Руководителем предприятия назначен Синоленцкий, который в марте 1918 года был уволен с завода за бездеятельность, противодействие перестройке и саботаж.

### Переименование в Онегзавод и перепрофилирование
С установлением в 1918 году Советской власти на заводе было утверждено временное положение по управлению Олонецким горным округом и заводом, избрана коллегия по управлению заводом из пяти человек, которая являлась хозяйственно-административным органом завода. Завод получил краткое наименование — Александровский завод, подчинялся Олонецкому губернскому Совету народного хозяйства. Председателем коллегии и директором завода был утверждён инженер-металлург Александр Михайлович Пригоровский.
В конце октября 1918 года коллегиальное управление было заменено правительственным правлением. Новое руководство приступило к выводу предприятия из производственного тупика. Коллектив получил финансовую помощь для переоборудования завода на выпуск мирной продукции. В результате на заводе был освоен ремонт паровозов и вагонов Мурманской железной дороги, запчастей к ним, выпуск дорожных грейдеров на конной тяге, размещены заказы на изготовление специального оборудования. 5 ноября 1918 года завод получил новое название — Онежский металлургический и механический завод. В ноябре 1918 года политическим комиссаром на завод был направлен большевик Василий Солунин.
16 ноября 1918 года была открыта железнодорожная ветка, связывающая Мурманскую железную дорогу с заводом, по которой стали поступать на ремонт паровозы. В 1918—1919 годах завод отремонтировал 8 буксирных пароходов, которые вошли в состав Онежской военной флотилии.
В декабре 1919 года было ликвидировано правительственное правление. 20 декабря 1919 года завод передан в ведение Петроградского районного правления заводов тяжёлой индустрии.
В 1919 г. на правах цеха к Онегзаводу был присоединён Куйтежский сельскохозяйственный завод, который действовал до 1926 г.
В 1920 году паровозоремонтный цех выпустил из среднего ремонта 26 паровозов и около сотни товарных вагонов, а литейных цех изготовил свыше 20 тысяч пудов чугунных и медных запасных частей. За достигнутые успехи Онежский завод был включён в список 106 ударных предприятий РСФСР.
В 1921 году на базе Петрозаводского ремесленного училища, открытого в 1895 году, при заводе была организована первая в советской Карелии Школа фабрично-заводского ученичества с четырёхлетним сроком обучения, где готовили слесарей и токарей. В годы первой пятилетки при заводе открылись детские ясли и детский сад, общественная столовая, на улицах Гоголя и Калинина построены здания заводских общежитий.
В 1922 году на заводе была изготовлена рама образцово-показательного трактора «Титан», который был в дальнейшем задействован в петрозаводском совхозе.
В марте 1922 года Онегзавод возглавил Сергей Михайлович Эрихман, который переориентировал производство на выпуск дорожных машин, необходимых республике.
В середине 1920-х годов при заводе действовала Петрозаводская судоремонтная верфь под руководством инженера А. К. Гончаревского. верфь строила и ремонтировала яхты, рыбацкие лодки, шлюпки, изготовляла рангоут.
В 1926 году пост руководителя завода переходит к Ивану Михайловичу Жданову, в августе 1926 года — Оскару Гансовичу Саару. К началу первой пятилетки Онежский металлургический и машиностроительный завод значительно превысил довоенный объём производства. В 1929—1930 годах он выпустил 4500 дорожных машин.
В 1924 году образован Государственно-местный промышленный трест «Онежский металлургический и механический завод»

### «Петрозавод» — филиал Онегзавода в Ленинграде
В конце 1920-х — начале 1930-х годов в ведении Онежского завода находился арендованный в Ленинграде литейно-механический завод «Петрозавод».

### Преобразование в машиностроительный завод
В 1928 году завод получил новое название — Онежский машиностроительный и металлургический завод.
В июне 1930 года завода возглавил Виктор Петрович Ванхонен, после чего в 1931 году предприятие снова возглавил Оскар Гансович Саар. В 1931 году на заводе трудились 3000 человек.

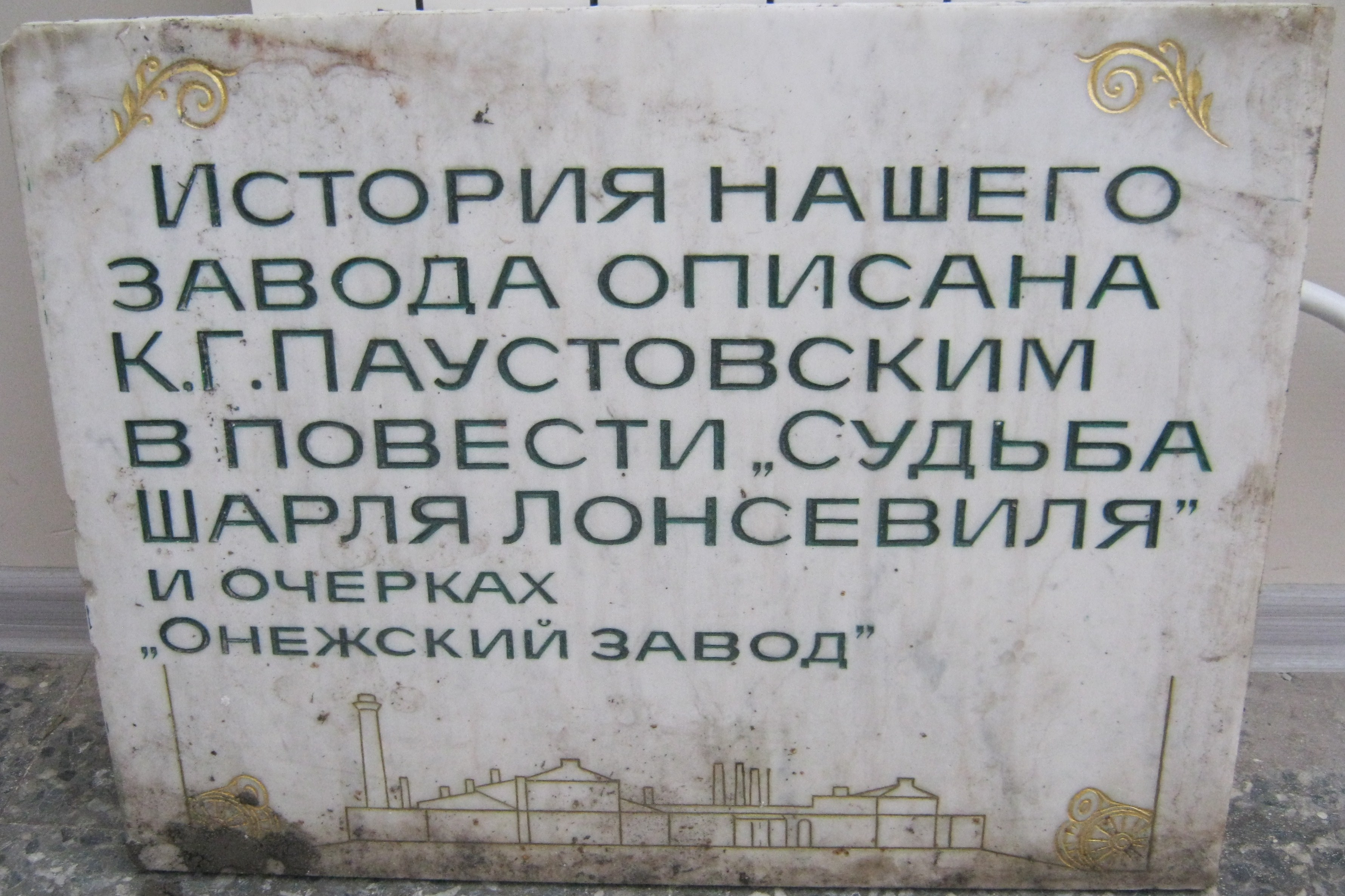
Памятная доска в честь визита писателя Константина Паустовского на завод (на реставрации)

В феврале 1932 года директором завода был назначен Иван Васильевич Воробьёв. В этом же году Онегзавод посетил писатель Константин Георгиевич Паустовский с целью изучения истории предприятия. Изучив положение дел и историю завода, Константин Паустовский написал повесть «Судьба Шарля Лонсевиля» и очерки «Онежский завод». В память об этом в 1973 году на заводе открыли мемориальную доску (в настоящее время находится на реставрации).
В декабре 1932 года руководителем предприятия назначен Иван Васильевич Максимовский. В начале 1930-х годов завод осваивает новое производство. В период строительства Беломорско-Балтийского канала на заводе изготавливались приводы шлюзовых ворот и каркасы перепускных затворов. Онежцы смонтировали это оборудование на месте.
В 1933 году на Онежский завод приходилось до 40 % всей программы выпуска дорожных машин в СССР, причём на заводе было впервые освоено производство сложных машин — грейдеров, канавокопателей, лопат «Беккер».
В начале 1934 года завод начал осваивать производство 200-сильных паровых машин и 50-сильных судовых двигателей, перешёл на их серийный выпуск. Большое место в общем объёме производства занимала спецпродукция — снаряды, сталь для авиационных двигателей. В 1934 году на заводе было освоено производство судового нефтедвигателя МА-50.
В марте 1935 года директором Онегзавода назначен Григорий Герасимович Юрков, в декабре 1935 года его сменил Пантелеймон Захарович Старущенко. С этого времени Онежский завод стал универсальной базой по производству оборудования для механизации лесозаготовок, было освоено производство электропил, газогенераторных установок, передвижных электростанций и других изделий. В этот период ремонтируются общежития для рабочих, строятся пять новых домов для работников завода.
В декабре 1937 года начальником завода был назначен Андрей Николаевич Брызгалов. В эти годы продукция лесного машиностроения доминирует в программе завода, появилась возможность более узкой специализации цехов. Все цеха и отделы были реконструированы. В 1938 году номенклатура изделий завода значительно расширилась — нефтяные двигатели, паровые машины, лебёдки, шпалорезные станки, лесные плуги и бороны, кусторезы, канавокопатели, гусеничные прицепы, лесовозные тележки конной и тракторной тяги, багры, топоры, различное литьё, тракторные газогенераторы ЛС-1-3, переносные цепные электропилы типа ПЭП-500, передвижные электростанции.
После начала Советско-финской войны на Онегзаводе наращивалось производство корпусов фугасных зарядов, цилиндров авиамоторов. В 1939 году завод получил особо важное правительственное задание — изготовить фермы для мостов железнодорожной ветки Петрозаводск — Суоярви. Многие онежцы были отмечены правительственными наградами за выполнение этого задания, директор Андрей Брызгалов награждён орденом Ленина.
В 1940 году был освоен выпуск газогенераторных мотовозов.
В марте 1941 года начальником завода назначен Владимир Владимирович Тиден.

### Завод в начале Великой Отечественной войны
22 июня 1941 года, после окончания смены, на заводе состоялось собрание мартеновцев (по случаю воскресного дня на заводе работал только мартеновский цех) в связи с началом Великой Отечественной войны. Заводчане обсудили важность производства стали для страны в связи с начавшейся войной. Сталевар-стахановец Н. И. Колин и рабочий мартена Гришин заявили на собрании, что заводчане готовы работать самоотверженно, по-стахановски.
В этот же день секретарь партийного бюро Николай Петрович Лукин провёл совещание с членами коммунистической партии. Коммунистам предписывалось провести агитационно-массовую работу в цехах.
В первый день войны на завод прибыла батарей зенитчиков. В кузовах «полуторок» на Онегзавод привезли стволы счетверённых турельных пулемётов, которые установили в разных концах заводского двора. Бойцы команды противовоздушной обороны заняли свои наблюдательные пункты.
23 июня 1941 года проводился общезаводской митинг, в котором приняло участие более полутора тысяч человек. Заводчане дали клятву отдать все свои силы и способности делу уничтожения врага. В резолюции митинга онежцы заявили, что будут работать так, чтобы полностью обеспечить нужды Красной Армии.
С этого времени с завода на фронт уходили десятки рабочих. Ушедших на фронт заменяли их матери, жёны, младшие братья и сёстры. К станкам встали студентки Карело-Финского государственного университета Екатерина Летсина, Нина Мельникова, Унельма Конка и многие другие. Онежцы целыми цехами вышли на оборонные работы в Сулажгору — рыли траншеи, эскарпы, противотанковые рвы. На бульваре Карла Либкнехта и Розы Люксембург заводчане обучались на роль бойцов истребительных отрядов. После военных занятий рабочие шли по своим цехам: завод работал полным ходом.
4 июля 1941 года боец заводской охраны П. Иванов вместе со штабом задержали шпиона, который вблизи заводских корпусов составлял план завода.

### Эвакуация и организация военного завода № 863 в Красноярске
11 июля 1941 года, по распоряжению Наркомата лесной промышленности, в связи с началом Великой Отечественной войны, начались работы по эвакуации оборудования основных цехов, рабочих и специалистов с семьями в Красноярск на объединение с Красноярским механическим заводом (в годы войны — военный завод № 863). Руководил эвакуацией завода Степан Иванович Андреев. Первый эшелон был сформирован 19 июля 1941 года и прибыл в Красноярск 3 августа 1941 года.
Демонтаж оборудования был организован круглосуточно, что позволило отправлять составы в Красноярск с периодичностью в 3—4 дня. Несмотря на это, наступление финляндских дивизий на Петрозаводск не оставило времени на полный демонтаж оборудования завода. Не удалось эвакуировать прокатный стан, самоходный металлургический ковш и ряд станков механических цехов.

### Малый Онегзавод
Одновременно с организованной эвакуацией оборудования и рабочих, до конца сентября 1941 года продолжал работать «малый Онегзавод» — заводские литейщики и прокатчики выпускали стальную обшивку для бронепоездов, отгружали металл на авиационные и танковые предприятия. Оставшиеся станки сосредоточили в механическом цехе, на них обрабатывали авиационные цилиндры. В кузнице работал трёхтонный молот, вырабатывала ток электростанция, работал парогидравлический пресс, заводской транспорт и лесобиржа.
31 августа 1941 года на заводе демонтировали кислородную станцию и смонтировали её в Беломорске. За выполнение данного задания раньше установленного срока бригаду онежцев под руководством А. Н. Брызгалова наградили Почётными грамотами.
В сентябре 1941 года заводчане под руководством нового секретаря парткома, редактора боевого листка «Онежец» (издававшегося вместо газеты «Онежец») Ивана Тимофеевича Масленникова были мобилизованы на строительство оборонных сооружений.
27 сентября 1941 года, за 4 дня до полной оккупации города, Иван Масленников вместе с немногочисленным штатом кузницы покинул Петрозаводск. С собой онежцы увезли всё, что можно было взять из оборудования и инструмента. Прокатный стан, самоходный металлургический ковш, множество станков механических цехов онежцы были вынуждены оставить. В этот же день начались работы по разрушению корпусов Онегзавода.

### Оккупация Петрозаводска
В годы финской оккупации Петрозаводска (1941—1944) в сохранившихся производственных помещениях завода были размещены ремонтные мастерские финской армии.

### Военный завод № 863 в Красноярске
Первый онежский эшелон прибыл в Красноярск 3 августа 1941 года. На эвакуированном заводе, где работало 245 прибывших онежцев и 450 красноярцев, началось строительство новых цехов и монтаж оборудования. Начальников цехов, по предложению онежцев, назначили начальниками строительных участков. Руководителем предприятия, который получил название завод № 863, был назначен Н. В. Масеткин.
Оборудование запускалось в работу зачастую ещё до того, как были возведены стены и крыши цехов. В первую очередь запускались обрабатывающие цеха, а затем только заготовительные. Привезённый из Петрозаводска запас металла в заготовках позволил смонтировать сначала механические (обрабатывающие) цеха, оснастить их инструментом и приспособлениями, приступить к обучению новичков, которые составляли больше половины личного состава завода. Когда был израсходован запас заготовок, бригада онежцев во главе с В. И. Никитиным выехала на один из сибирских заводов и на его оборудовании вела штамповку снарядных стаканов, пока это не стало возможным делать в Красноярске.
Помимо сложностей, связанных с быстрым строительством, возникли проблемы с электроснабжением. Руководство завода пошло на технический риск, запустив оборудование на энергетических «времянках». В одном из цехов был установлен временный трансформатор мощностью в тысячу киловатт, который проработал два года, пока не была построена подстанция. Ещё одной проблемой, возникшей на сооружаемом заводе, стало затягивание по независящим от заводам причинам строительства котельной. Главный механик Д. Н. Марков предложил заменить котельную двумя паровозами, поставив их на территории завода на стационарный режим. Энергетики Онегзавода С. Е. Коржавин, П. И. Анисимов, Н. М. Нестеров, М. В. Прохоров, М. Г. Акулов, М. Лукина и С. Штина показали свои способности, осуществили предложенный вариант обеспечения прессового цеха паром.
В кратчайшие сроки, под руководством онежцев В. Д. Рыбина, М. Д. Филиппова, П. С. Зеленского и П. Ф. Тетюева, был налажен выпуск боеприпасов для фронта. В сентябре 1941 года завод дал первый выпуск продукции — партию 122-миллиметровых гаубичных снарядов, порученных к изготовлению Государственным комитетом обороны СССР. Рабочий день на заводе длился от 12 до 20 часов.
В ноябре 1941 года директором завода назначен Александр Михайлович Поликарпов. К 1942 году коллектив освоил полный технологический цикл производства снарядов.
В годы войны на заводе трудились 42 комсомольско-молодёжные бригады, из них 30 заслужили почётное звание «Фронтовых бригад», в том числе данное звание получили бригады Потылицыной, Селивёрстовой, Скрябиной, Комаровой, Орловской, Гороход, Куликовой. Эти бригады добились значительных успехов, выработали более двух норм каждая. Лучшей фронтовой бригаде Потылицыной присвоено наименование «Фронтовая бригада имени 25-летия ВЛКСМ» и вручено переходящее Красное знамя завода. Фронтовой бригаде Комаровой присвоено наименование «Фронтовая бригада имени Героя Советского Союза Александра Матросова».
За время работы на новом месте коллектив завода неоднократно награждался переходящим Красным Знаменем Госкомобороны. За самоотверженную работу по реконструкции завода и выполнение производственного плана Указом Президиума Верховного Совета СССР особо отличившиеся онежцы и сибиряки были награждены орденами и медалями. Высокие правительственные награды получили начальники цехов М. Д. Филиппов, С. Степанов, А. Фёдорович, слесарь-стахановец ремонтно-механического цеха А. Соснин, токарь механического цеха В. Ангас, кузнец Е. Павлов. Приказом директора завода 35 лучших производственников были премированы ценными подарками.
В октябре 1942 года завод завоевал первенство в социалистическом соревновании среди промышленных предприятий Красноярского края, был удостоен высокой чести послать своего делегата в войска Карельского фронта. Делегатом был избран начальник прессового цеха М. Д. Филиппов, которому поручили сопроводить эшелон с подарками и письмом бойцам и командирам партизанского отряда «Красный онежец». Позднее состоялся ответный визит делегации воинов Карельского фронта, а на заводе было организовано очередное соревнование за право совершить ещё один визит на фронт. В октябре 1943 года фронт был делегирован В. Д. Рыбин.
В конце 1942 года онежцы выступили инициаторами сбора средств на предприятиях Красноярского края для постройки танковой колонны «Красноярский рабочий».
В октябре 1943 года предприятию присуждено переходящее Красное знамя ВЦСПС и Накомлеса СССР и первая премия за производственные показатели. Несколько сотрудников завода (Дорошин, С. Степанов, А. Соснин, Васильев, П. С. Зеленский и другие) награждены значками отличниками социалистического соревнования Наркомлеса СССР. К этому времени завод был также награждён знамёнами Красноярского горкома партии и горсовета, треста «Лесосудомашстрой». В мае 1944 года 30 рабочих и инженерно-технических работников завода Указом Президиума Варховного Совета СССР за образцовое выполнение заданий правительства награждены орденами и медалями. Две трети награждёных являлись онежцами. Высшую награду — орден Ленина — получил директор завода Александр Поликарпов.
Помимо основной работы, коллектив завода активно включился во всеобщее воинское обучение. С января 1943 года командиром военно-учебного пункта при заводе был назначен онежец, сержант-фронтовик Павел Иванович Калинин.
В 1944 году на заводе освоено производство топоров для лесных предприятий Карело-Финской ССР. Новые технологии проектировали после рабочего дня Севрук, Голованов, П. Ф. Тетюев, М. Д. Филиппов и другие. Всего было изготовлено 3 тысячи топоров.
29 июня 1944 года рабочие завода в Красноярске узнали об освобождении Петрозаводска. В этот день у проходной завода состоялся митинг, на котором приняли повышенные социалистические обязательства, решили организовать сбор средств на танк «Освобождённый Петрозаводск». По предложению главного энергетика А. Н. Брызгалова, коллектив энергоцехов обратился ко всем рабочим, инженерно-техническим работникам и служащим с призывом создать в Красноярске фонд технической помощи для восстановления Онежского завода.
В начале июля 1944 года из Наркомата лесной промышленности на красноярский завод поступил вызов представителей онежцев в Петрозаводск для определения на месте восстановительных мероприятий. В течение двух недель из Красноярска в Петрозаводск добирались А. Н. Брызгалов, М. Д. Филиппов, заместитель главного механика Н. В. Поляков, начальник деревообделочного цеха П. А. Титов.

### Заводчане в рядах армии и партизанского отряда «Красный онежец»
Многие заводчане, отказавшись от производственной брони, уходили на фронт добровольцами, десятки рабочих и специалистов завода за свой самоотверженный труд в тылу в годы войны были награждены орденами и медалями. 124 онежца погибли на полях сражений Великой Отечественной войны.
Среди первых онежцев, ушедших добровольцами на фронт в первые дни войны — стахановец ремонтного цеха И. И. Поляков, В. И. Кузнецов, И. В. Кустов, В. И. Печёрин, Н. И. Кузнецов, комсомолка сборочного цеха О. Майорихина.
В июле 1941 года на заводе был сформирован партизанский отряд «Красный онежец», основу которого составили цеховые парторги и комсорги. Командиром был назначен, имевший боевой опыт, директор завода Владимир Владимирович Тиден, комиссаром отряда назначили В. И. Васильева, руководителем комсомольской организации отряда — М. И. Захарова. В конце июля 1941 года, после десятидневной подготовки, отряд отправился на своё первое боевое задание в район шоссейной дороги Реболы — Ругозеро. Во второй половине октября 1941 года партизаны-онежцы предприняли второй поход по тылам противника. Активную боевую деятельность отряд развернул летом 1942 года, когда партизаны разгромили вражеские гарнизоны в Кимасозере, Лувозере и добрались до хуторов Финляндии. В ходе войны партизаны совершили 26 походов в тыл врага, провели сотни боевых операций, разгромили четыре крупных гарнизона противника, уничтожили свыше 500 вражеских солдат и офицеров. Бойцы отряда прошли с боями по лесам и болотам 9000 километров. Многие бойцы и командиры отряда получили за мужество и храбрость высокие правительственные награды, в том числе вальцовщик А. А. Шульгин, каменщик И. М. Якушев, токарь А. В. Скоков, нормировщик М. И. Захаров, шофёр Ямщиков, подручный сталевар И. Ф. Евстигнеев. В честь партизанского отряда «Красный онежец» до 2003 года на стене здания заводоуправления размещалась памятная доска.
В 1942 году более 100 работников завода откликнулись на внеочередную мобилизацию добровольцев в штурмовую бригаду. В связи с тем, что продукция завода носила сугубо военный характер, не все заявления об отправке на фронт были удовлетворены. В состав бригады включили только 30 сотрудников красноярского завода, среди которых онежцы Яковлев, Платонов, Печёрин, Орановский, Тупицын, Клепинин, Вишневский, Журкин и Баранов. Значительную часть добровольцев из Красноярска направили на пополнение 17-й стрелковой дивизии, удостоенной звания гвардейской.
В годы Великой Отечественной войны, в боях на Карельском фронте, были посмертно удостоены звания Героев Советского Союза рабочие завода — слесарь ремонтно-механического цеха Николай Гаврилович Варламов и слесарь-инструментальщик IV разряда Николай Фёдорович Репников.

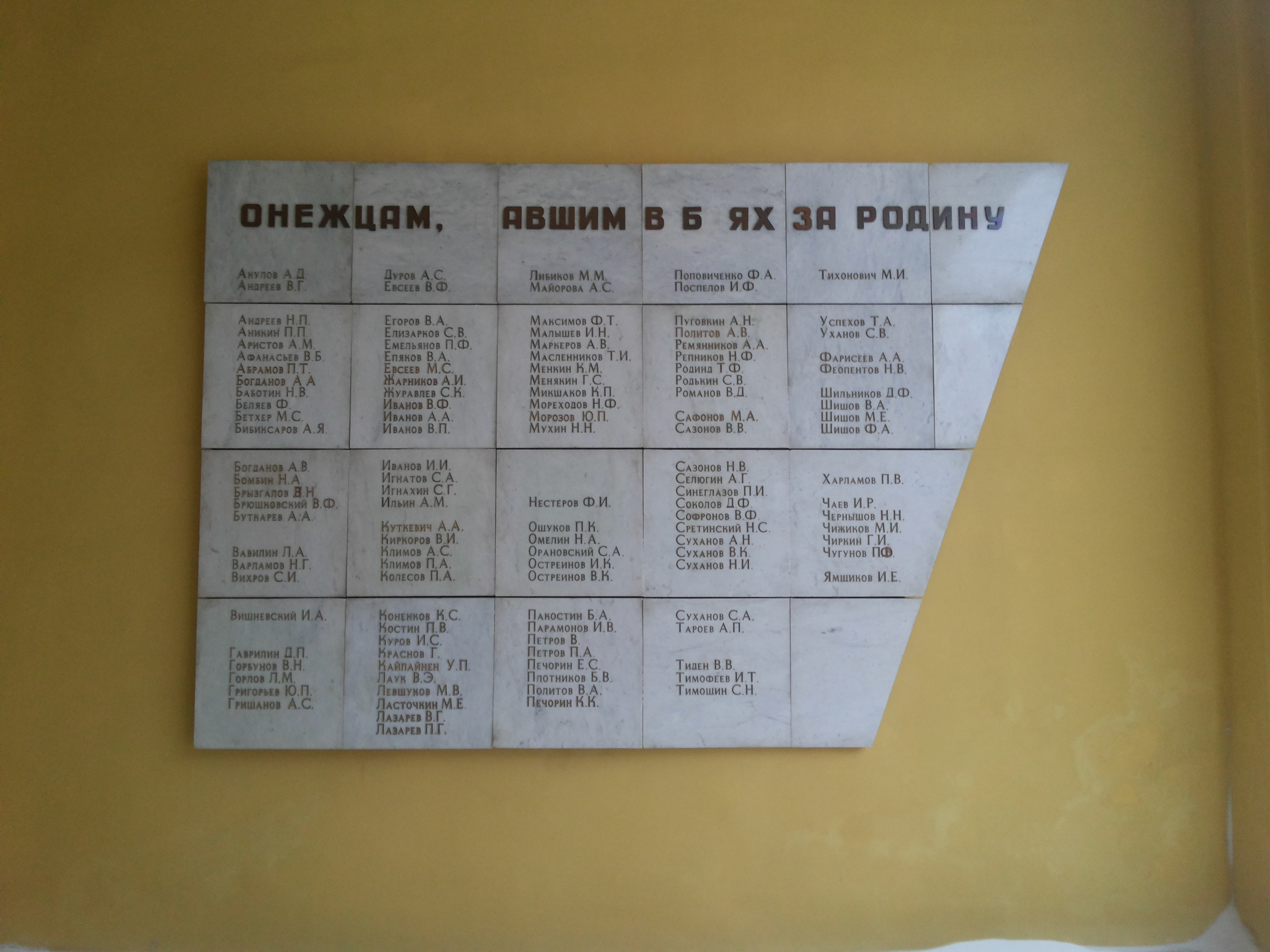
Фрагмент мемориала онежцам, погибшим в годы Великой Отечественной войны

За время войны Николай Репников совершил 51 боевой вылет и сбил 5 самолётов противника. 4 декабря 1941 года он погиб, первым на Карельском фронте совершив воздушный таран противника.
Николай Варламов погиб 25 июля 1943 года, когда во время боя на восточном берегу реки Онды у шоссе Кочкома — Ругозеро, закрыл собой его амбразуру. Действия Николая Варламова способствовали успешному разгрому опорного пункта противника ротой.
В память об онежцах — участниках войны в Петрозаводске названы улица и переулок Репникова, улица Варламова, проезд Тидена, установлены памятный знак Николаю Репникову и памятная доска Николаю Варламову. В белорусском посёлке Россь одна из улиц названа именем Владимира Тидена, в этом же населённом пункте установлен памятный мемориал, где выбито имя Владимира Тидена. В 1982 году в посёлке Каменный Бор Сегежского района установлен памятник Николаю Варламову, в 2013 году данный памятник перенсли в Петрозаводск. Несколько десятилетий в Каменном Бору работал Варламовский музей. В петрозаводской Галерее Героев установлены мемориальные доски в честь Николая Репникова и Николая Варламова. Имя Николая Репникова ранее носило профессиональное училище № 1 в Петрозаводске (ныне — Индустриальный колледж), в здании которого был установлен, памятный знак в честь героя и мемориальная доска. Ещё одна мемориальная доска в честь Николая Репникова ранее располагалась на доме № 17 по улице Кирова в Петрозаводске, где жил герой; в настоящее время дом снесён, а памятная доска утрачена.
В 1976 году на месте гибели — на 59 километре автодороги Кочкома — Реболы в честь Героя Советского Союза Николая Варламова установлен обелиск.
В 1974 году в музее дома культуры ОТЗ был открыт мемориал в честь онежцев, погибших в годы Великой Отечественной войны. Первоначально в нём были выбиты имена 109 человек, однако после тщательных исторических исследований, список защитников Родины возрос до 124 человек. В 1990-х годах, в связи со сменой собственника дома культуры ОТЗ, мемориал был демонтирован. В ноябре 2013 года на стене здания бывшего заводоуправления мемориал восстановлен.
8 мая 2010 года на аллее Героев в Петрозаводске высажены именные деревья в честь Героев Советского Союза — уроженцев Карелии, в том числе в честь Николая Варламова и Николая Репникова.

### Завод в период оккупации
В 1941 году оккупационная власть в сохранившихся помещениях завода разместила армейские ремонтные мастерские — две роты по ремонту оружия, авторемонтную мастерскую, мастерскую по ремонту укреплений, электростанцию и типографию армейской газеты «Вести Карелии». Были восстановлены 10-й и 11-й цеха, в которых ремонтировались орудия, миномёты и пулемёты, работала мастерская по ремонту танков и бронеавтомобилей.
В ноябре 1942 года на территории Онегзавода была восстановлена гидроэлектростанция «Лососинка-2». В 1943 году автомастерские уничтожил пожар.
В конце июня 1944 года, во время отступления оккупационных войск, на заводе были полностью разобраны и вывезены в Финляндию все нагревательные печи металлургических цехов, восемь железных дымовых труб, металлические фермы цеховых перекрытий, прокатный стан, 1500-сильная паровая машина, изложницы, калибровочные прокатные валы, каркасы нагревательных печей, сотни тысяч штук огнеупорного кирпича. Уничтожено механизированное оборудование заводской лесобиржи, трансформаторы, здание телефонной станции, заводская плотина.

### Восстановление завода после освобождения Петрозаводска
В июле 1944 года, после освобождения Петрозаводска, заводские специалисты прибыли из Красноярска и приступили к восстановлению завода.
В августе 1944 года Чрезвычайная республиканская комиссия по установлению ущерба от оккупации Карелии констатировала, что «перед уходом финны взорвали, сожгли и разрушили… подсобные предприятия старейшего Онежского металлургического и машиностроительного завода, хозяйство которого создавалось на протяжении столетий».
Постановлением Совета народных комиссаров СССР от 21 октября 1944 года «О восстановлении Онежского металлургического и машиностроительного завода Наркомлекса СССР в городе Петрозаводске» завод вошёл в список первоочерёдно восстанавливаемых промышленных предприятий СССР. Было решено не восстанавливать металлургические цеха завода ввиду начала проектирования и строительства Череповецкого металлургического комбината. Директором Онежского завода назначен Михаил Дорофеевич Филиппов.
План восстановительных работ на конец 1944 года и I квартал 1945 года был перевыполнен более чем в два раза. В апреле 1945 года коллективу Онежского строительного управления было вручено переходящее Красное знамя ВЦСПС и Наркомлеса СССР. В мае 1945 года завод приступил к выпуску плановой продукции, отныне завод становится только машиностроительным, его новое название — Онежский машиностроительный завод. В 1948 году завод превысил довоенный объём выпуска продукции.
В послевоенные годы на заводе освоено производство узкоколейных железнодорожных платформ, плавучих перегружателей, автокранов-погрузчиков, сцепов, передвижных электростанций, снегоочистителей, газогенераторных трелёвочных тракторов.
Одним из основных с 1948 года было производство железнодорожных мотовозов — ДМ54, МУЗ4 различных модификаций, ИК, АЛТИ-2, также были изготовлены опытные образцы тепловоза МДэ-4 (1956 год), мотовоза МШ4.
Согласно постановлению Правительства СССР, изданному в октябре 1949 года, с целью хозяйственного освоения отдалённых районов страны и увеличения грузооборота по действующим водным путям, Онежский завод получил задание по созданию для нужд Министерства лесной и деревообрабатывающей промышленности CCCP серии озёрно-морских буксиров мощностью 150 лошадиных сил. Онежский завод, имевший отношение к судостроению лишь в 1920-х годах (занимался ремонтом колёсных пароходов, изготовлением паровых судовых двигателей, отливкой гребных винтов), после консультаций с ведущими судостроителями страны, начал выпуск буксиров по технической документации Рижского судостроительного предприятия.

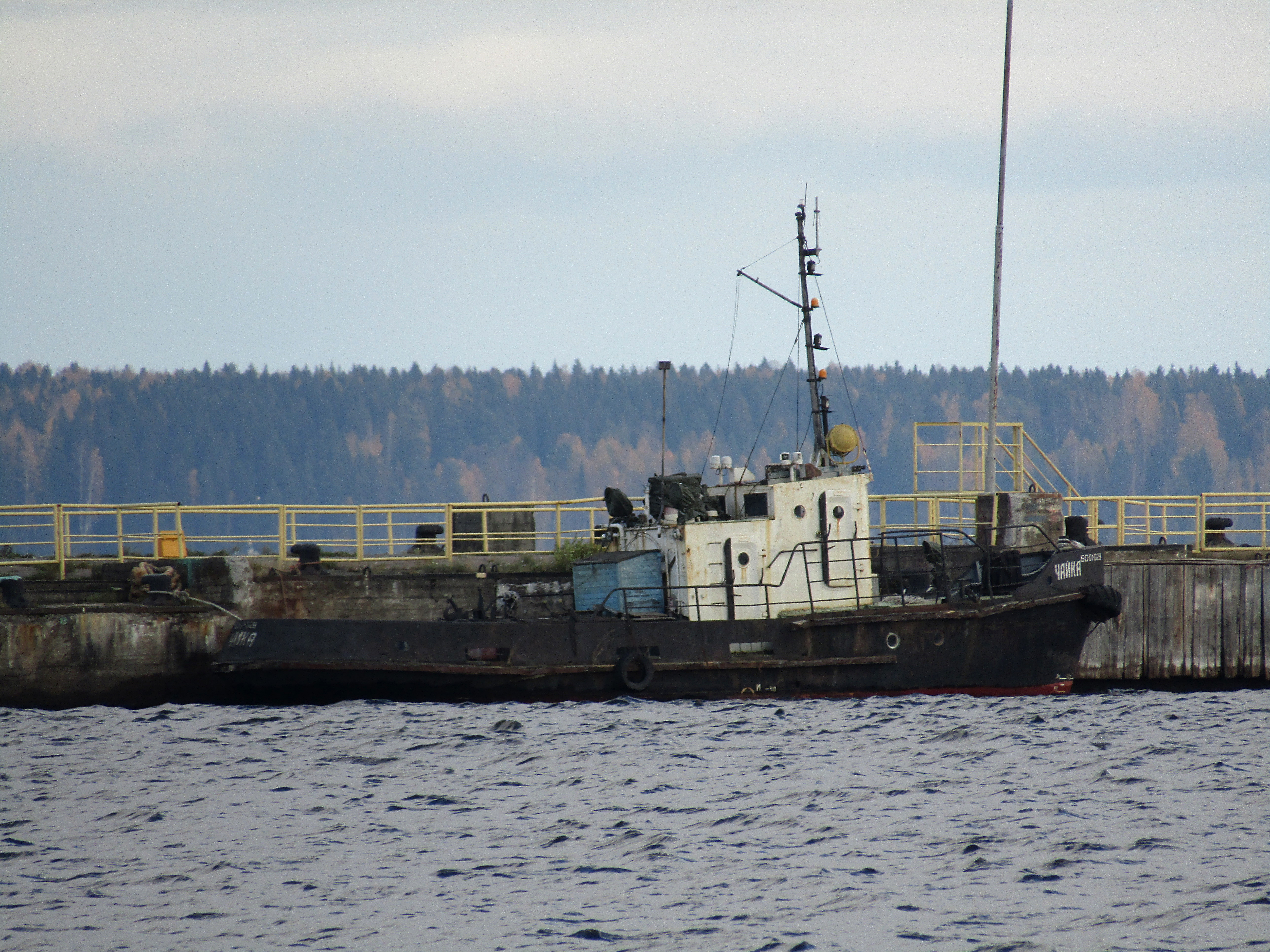
Буксир, выпущенный Онегзаводом в 1954 г.

Первый буксир «Проекта 73» был спущен на воду 30 октября 1950 года. Часть буксиров через Северный Ледовитый океан были направлены заказчикам на реки Обь, Енисей, Лена, а также на Камчатку и во Владивостокский порт. Онегзавод производил суда вплоть до перепрофилирования на производство трелёвочных тракторов.
В 1951 году директором завода назначен Иван Васильевич Грачёв. В эти годы на заводе зарождалось карельское тракторостроение, строилось жильё, развивалась социальная сфера, была проведена очередная реконструкция завода, в первую очередь литейного цеха. Был заново создан участок штампов и приспособлений, строились и оснащались современным оборудованием новые цеха. На заводе широко развернулось социалистическое соревнование и движение за коммунистическое отношение к труду.

### Открытие тракторного производства

Слева направо — Хрущёв Н. С., Сенькин И. И., Одлис Б. Н.

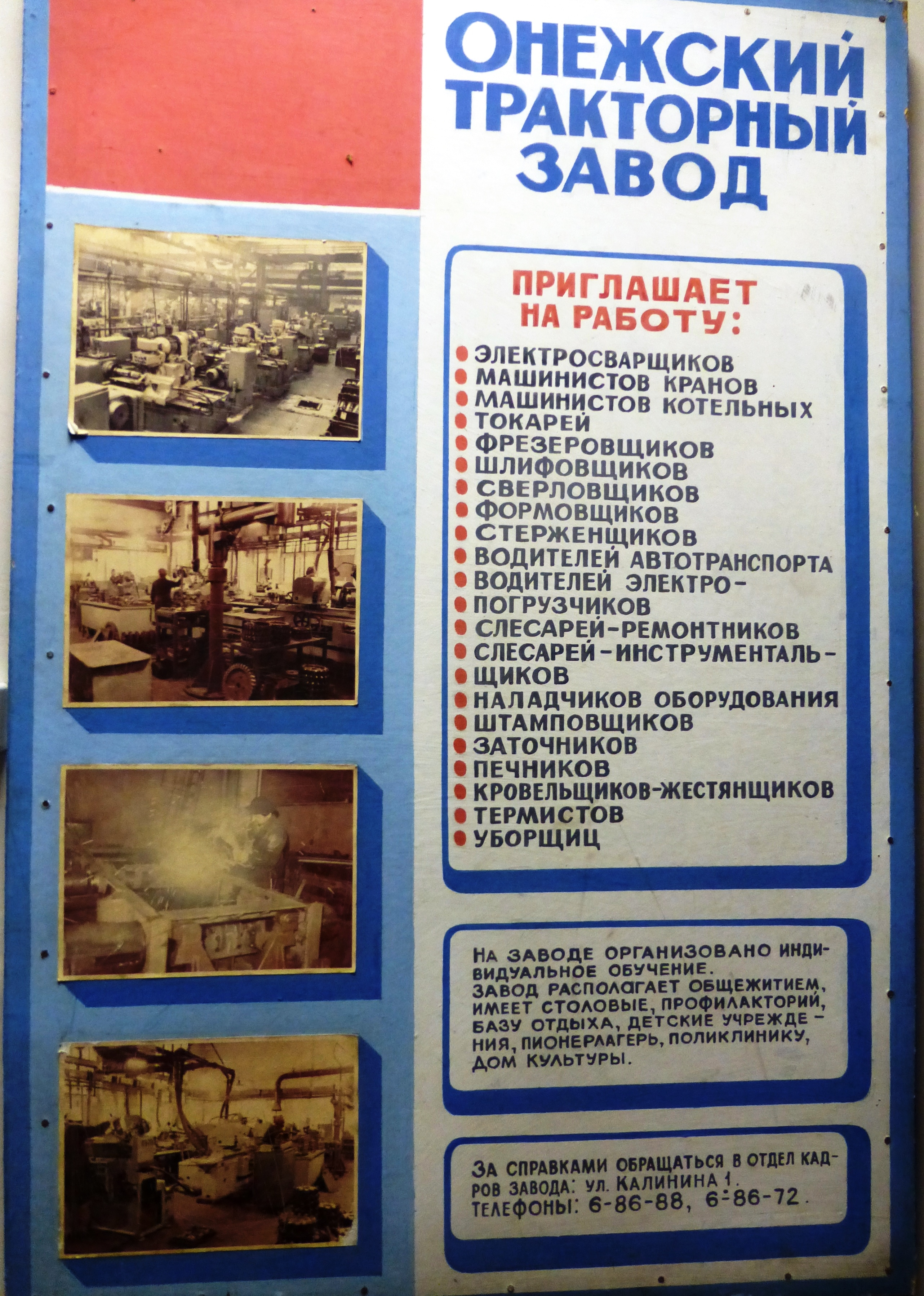
Стенд объявлений (1970-е годы)

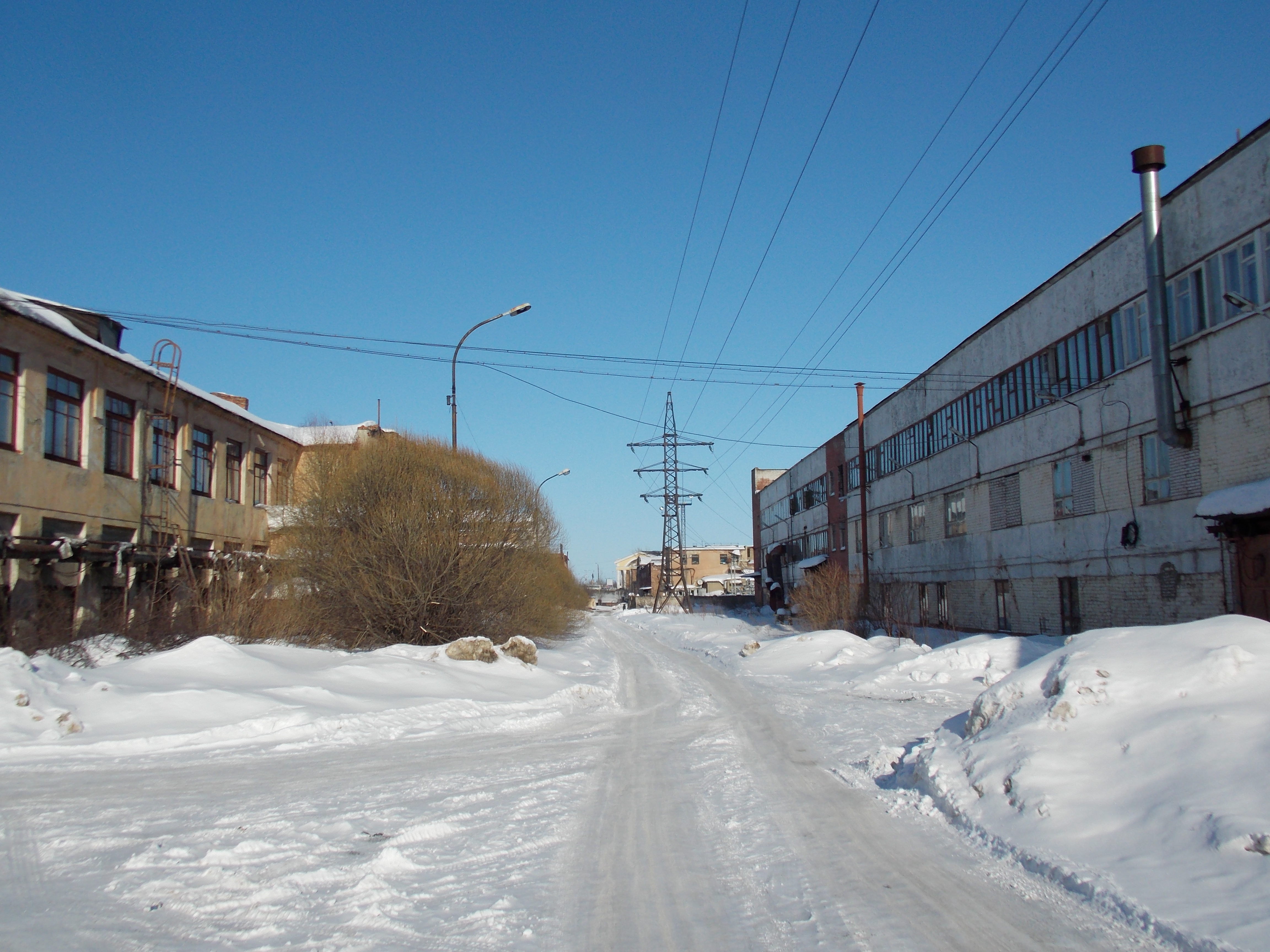
Корпуса ОТЗ. Фото 2013 года

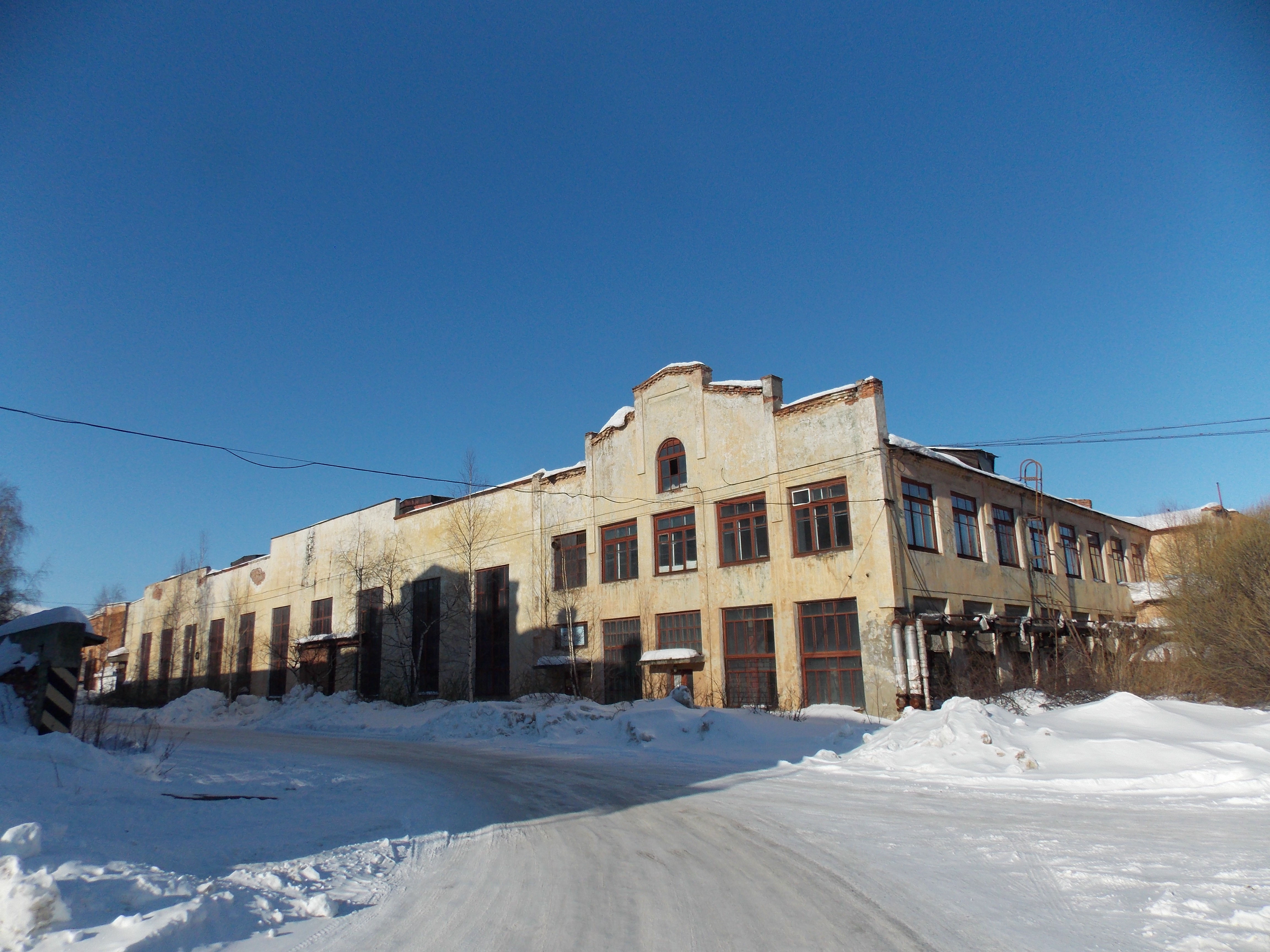
Один из корпусов ОТЗ на улице Калинина. Фото 2013 года

30 января 1956 года, Постановлением Совета министров СССР о выпуске дизельных трелёвочных тракторов для лесной промышленности, завод был подчинён Министерству тракторного и сельскохозяйственного машиностроения СССР. На базе Онегзавода было создано специализированное предприятие по выпуску трелёвочных дизельных лесных тракторов, его новое название — Онежский тракторный завод (ОТЗ). Получив оборудование Минского тракторного завода, предприятие начало производство на базе трелёвочного трактора КТ-12 нового дизельного трелёвочника ТДТ-40 из комплектующих, производимых и поставляемых Минским тракторным заводом. Первая машина сошла со сборочного конвейера ОТЗ 29 июня 1956 года. За оставшиеся месяцы 1956 года было выпущено ещё 477 тракторов.
Главтракторопром и техническое управление Министерства тракторного и сельхозмашиностроения в первом квартале 1956 года организовали на ОТЗ конструкторское бюро по тракторостроению для лесной промышленности, позднее преобразованное в Головное специализированное конструкторское бюро (ГСКБ ОТЗ), и его экспериментальное производство.
В начале второго квартала 1956 года был организован экспериментальный цех, который укомплектовали высококвалифицированными рабочими, ИТР, оснастили необходимым оборудованием. В третьем квартале 1956 года был организован испытательный отряд на базе Нелгомозерского лесозаготовительного пункта.
25 июля 1957 года со сборочного конвейера сошёл тысячный трактор.
20 декабря 1958 года открылся заводской Дом культуры на улице Гоголя.
В 1959 году ОГК ОТЗ постановлением Совета министров СССР был присвоен статус Головной конструкторской организации по трелёвочным гусеничным тракторам средней мощности и колёсным лесопромышленным машинам.
В конце 1950-х — начале 1960-х годов конструкторы ГСКБ ОТЗ разработали и проводили испытания трёх образцов колёсных тракторов: 300-сильного Т-210, трелёвочного тягача МоАЗ-546Г, и лёгкого трелёвочника КГГ-40 для выборочных рубок и рубок ухода. Однако большинство производимых тракторов на заводе были и остаются гусеничные. Наиболее массовыми тракторами, которые выпускал ОТЗ на протяжении второй половины XX века, были модификации ТДТ-40 и ТДТ-55А (серийно начал выпускаться в ноябре 1968 года) для трелёвки древесины, две трети выпускаемых тракторов имели «Государственный знак качества СССР», экспортировались в 30 стран мира. Половина всего объёма древесины в СССР заготавливалась с использованием тракторов ОТЗ.
В 1961 году руководителем завода назначен Борис Наумович Одлис.
16 июля 1962 года завод посетил Председатель Совета Министров СССР, Первый секретарь ЦК КПСС Никита Сергеевич Хрущёв. На площадке у дома культуры ОТЗ Никита Хрущёв встретился с тракторостроителями, директор завода Борис Одлис показал руководителю государства новый трактор и вручил альбом фотографий о достижениях завода.
6 января 1971 года Указом Президиума Верховного Совета СССР завод награждён орденом Октябрьской Революции, данный факт был отражён в названии предприятия. В 1974 году завод награждён орденом Ленина, что также было отражено в названии завода. Помимо орденов, в 1960-х — 1970-х годах коллективу завода за трудовые победы было вручено на вечное хранение семь памятных Красных Знамён. Впоследствии на здании заводоуправления были открыты памятные доски с текстами указов о награждении завода орденами Ленина и Октябрьской революции.
В марте 1972 года был выпущен стотысячный трелёвочный трактор. В 1974 году завод выпустил опытно—промышленную партию тракторов ТБ-1.
В 1976 году Вьетнам выпустил банкноту достоинством 10 донгов, на которой изображён трактор ТДТ-40 производства Онежского тракторного завода.
В 1986 году завод возглавил Николай Михайлович Волнухин.
В 1990 году в Медвежьегорском районе был открыт филиал Онежского тракторного завода. Он представлял собой цех — ангар площадью тысяча квадратных метров, действовали две линии по выпуску деталей для сборки тракторов ТДТ-55 и ТБ-1. Конвейерную линию обслуживали 25 токарей.

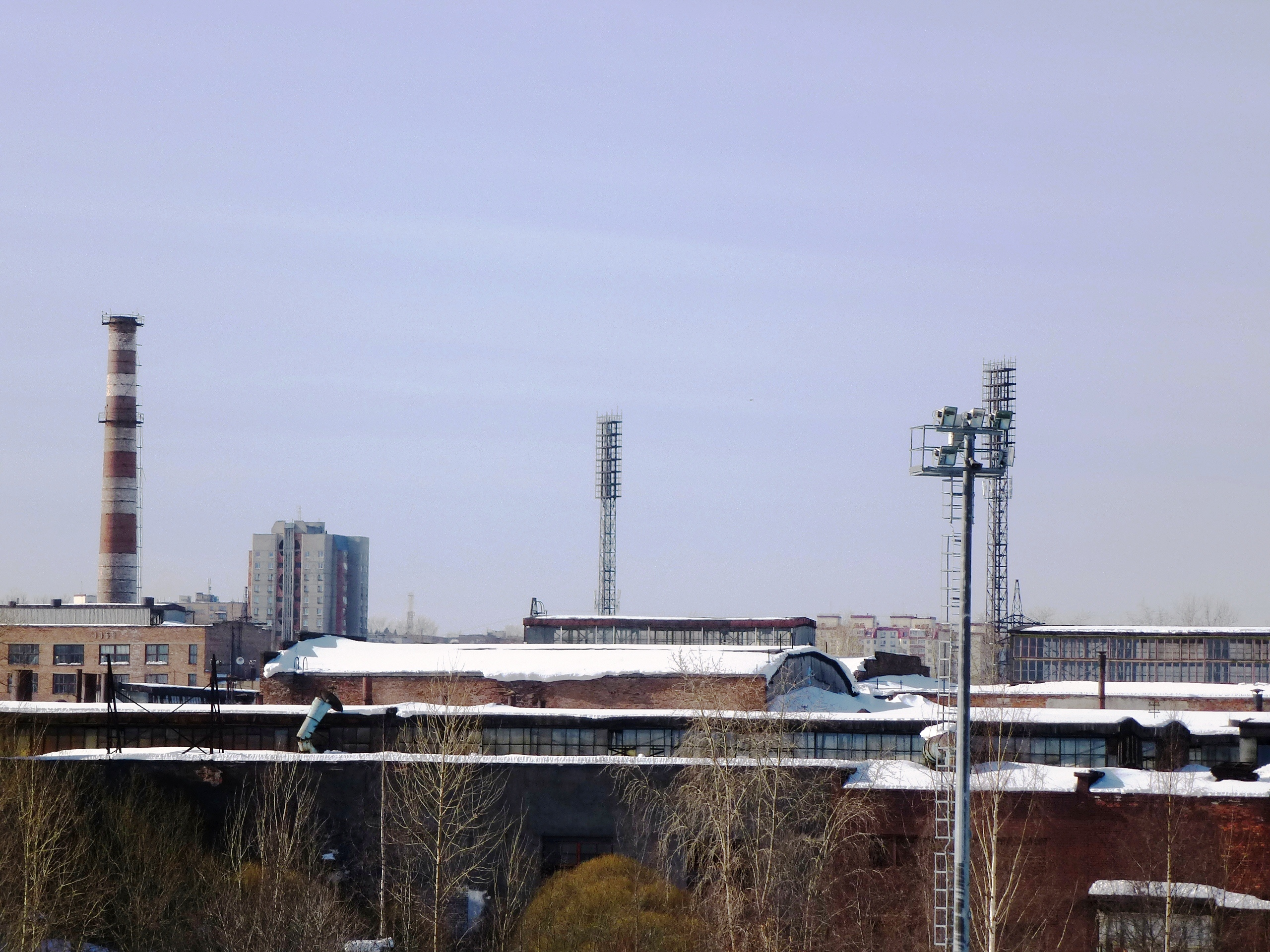
Цеха первой площадки ОТЗ
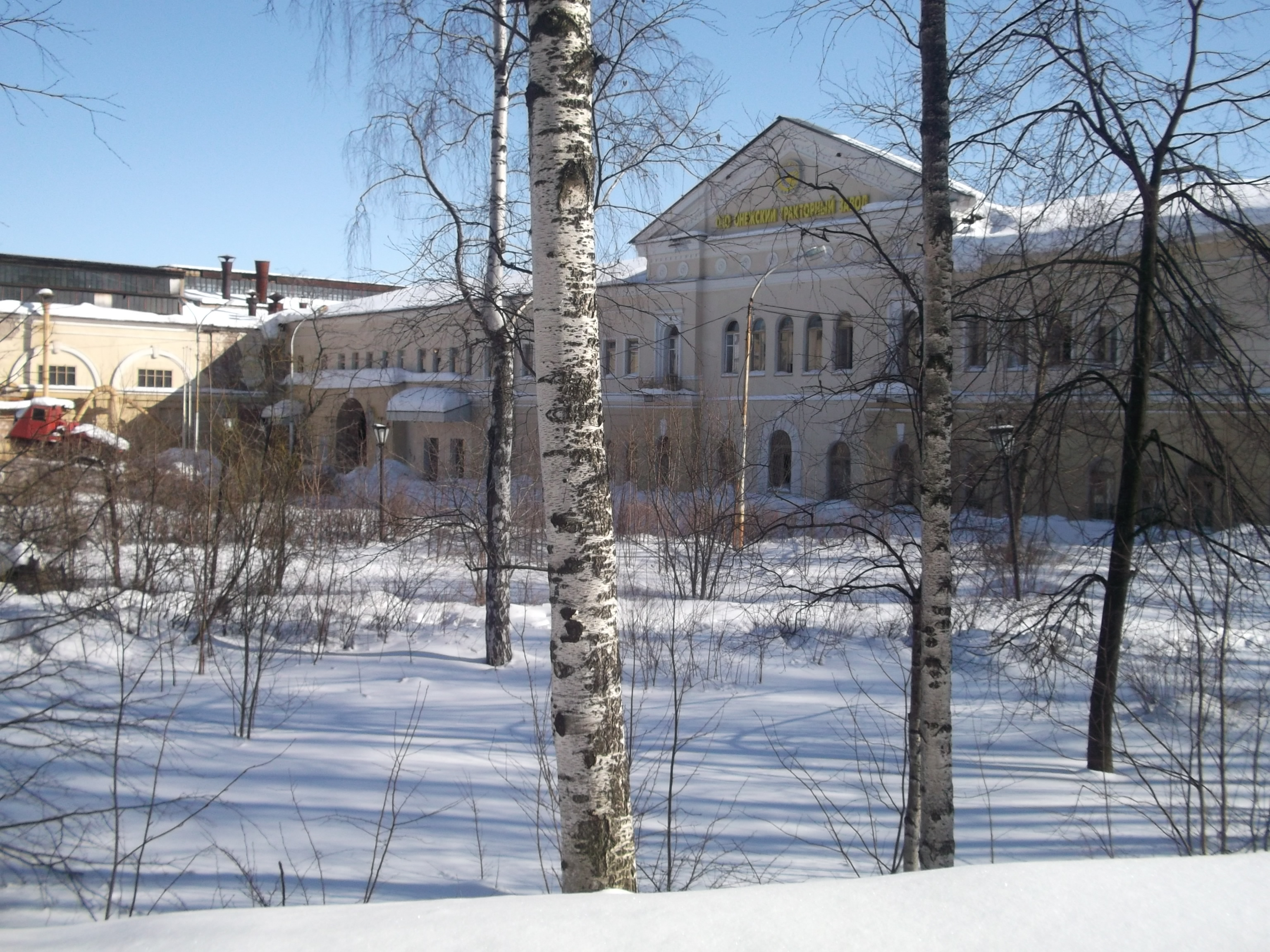
Заводоуправление (первая площадка)
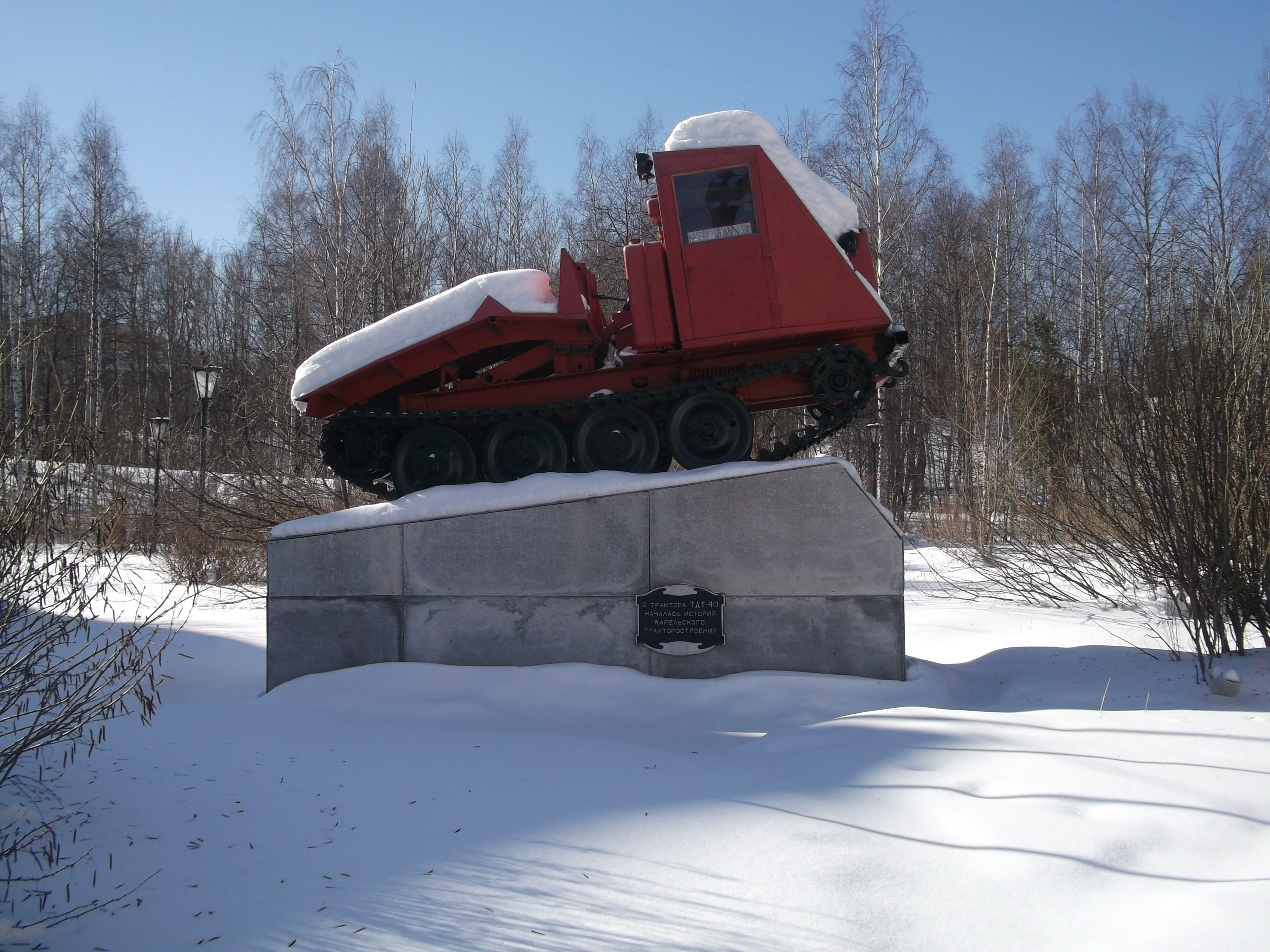
Памятник трактору ТДТ—40
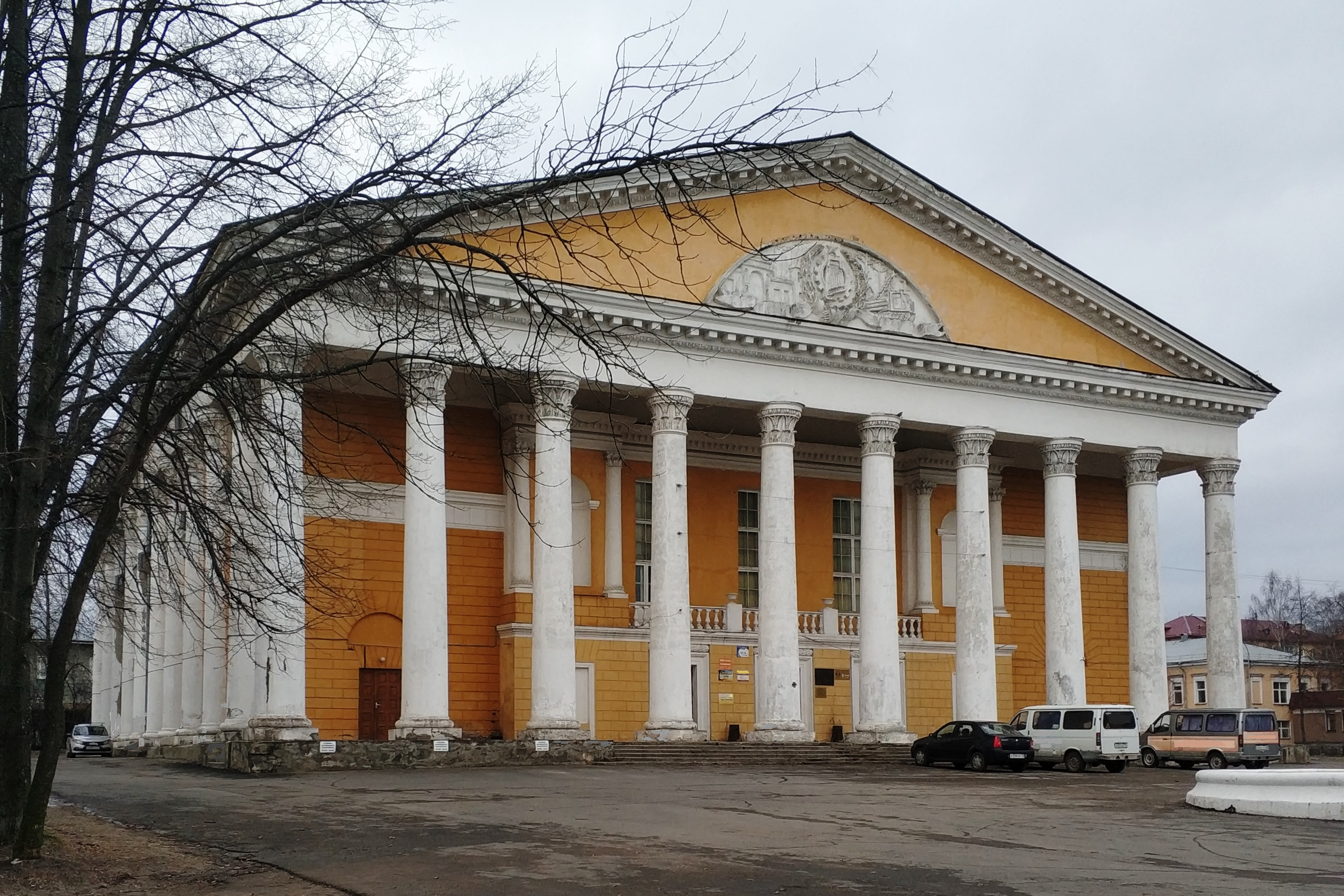
Здание бывшего Дома культуры и техники ОТЗ
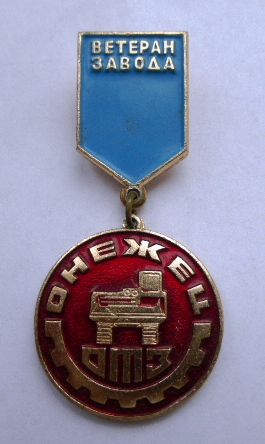
Значок ветерана (1980-е годы)
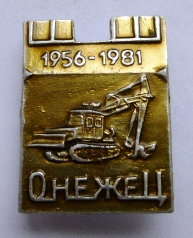
Памятный значок (1981)
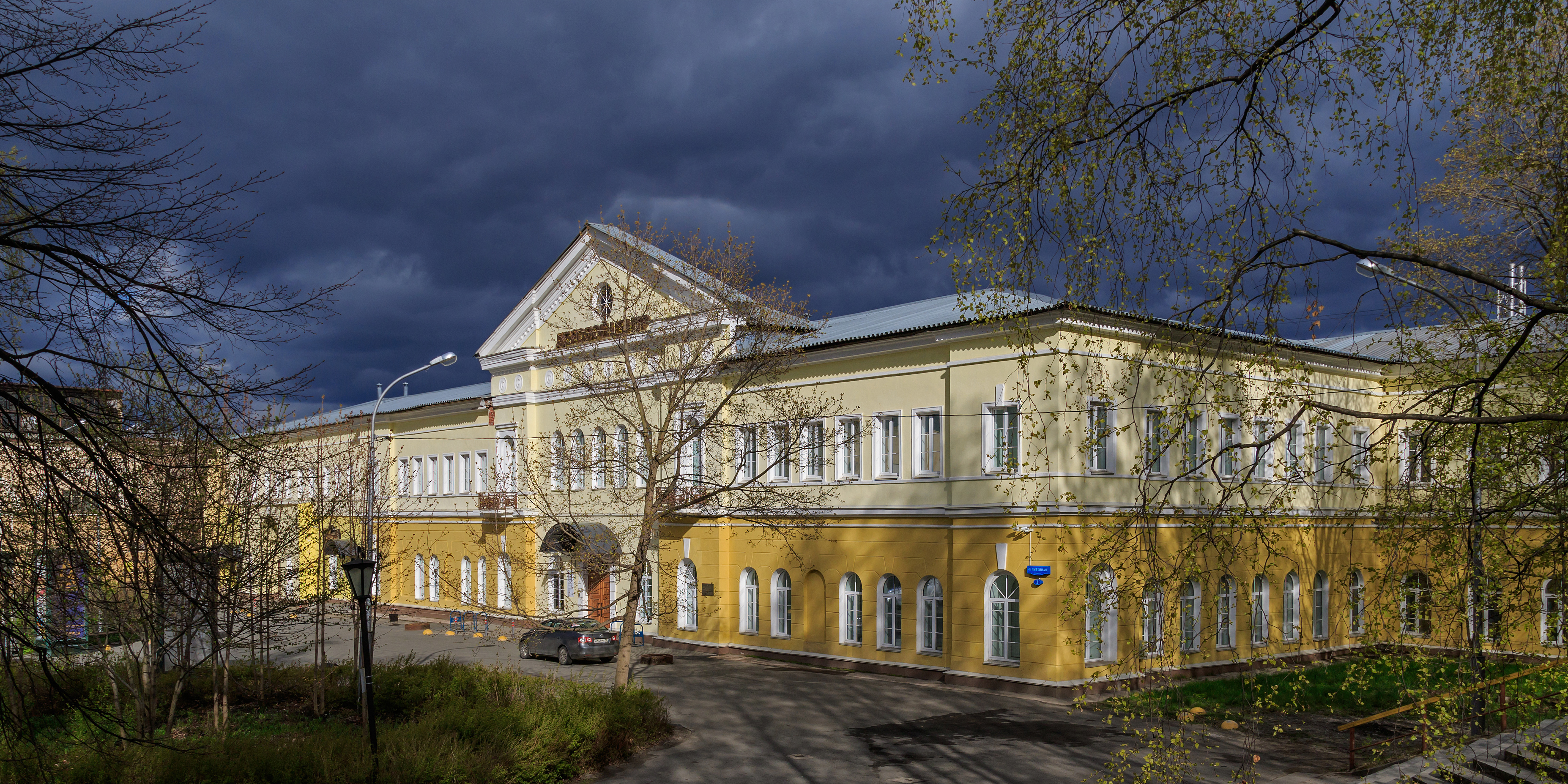
Нынешний вид бывшего здания администрации ОТЗ (2017)

### Петрозаводский тракторосборочный завод (ОТЗ-II)
2 июля 1968 года на окраине Петрозаводска, рядом с Вытегорским шоссе (нынешний проезд Тидена) начато строительство Петрозаводского тракторосборочного завода «ОТЗ-II» («Вторая площадка ОТЗ»). Строительство неоднократно приостанавливалось ввиду недофинансирования. Были сорваны официально запланированные решениями ЦК КПСС и Совета министров СССР сроки ввода второй площадки завода в эксплуатацию в 1988 году, затем — в 1990 году. Затем был сорван срок, обозначенный в Указе Президента РСФСР № 35 от 5 августа 1991 года — IV квартал 1991 года, несмотря на то, что в Указе Президента строительство второй площадки ОТЗ было объявлено объектом особой государственной важности.
Весной 1992 года смонтировано оборудование и начаты пусконаладочные работы. 21 сентября 1992 года на ОТЗ-II запущена котельная, после чего начался поэтапный перевод производства из корпусов первой площадки на новую территорию. В декабре 1992 года на ОТЗ-II началось освоение производства тракторов малых серий.
В апреле 1996 года Петрозаводский тракторосборочный завод «ОТЗ-II» реорганизован в Производственное объединение «ОТЗ-2», которое 5 мая 1997 года реорганизовано в дочернее предприятие Онежского тракторного завода — ООО «Энерголестрак». Предприятие занималось капитальным ремонтом трелёвочных тракторов и кузовов автобусов, обработкой тракторных деталей, производством спецмашин (бурильные установки УРБ-2А-2 на базе болотоходов ТЛТ-100-06, кусторезные машины, тракторы для прокладки лыжных трасс) и прицепных тракторных тележек, ремонтом сельскохозяйственных машин, а также изготовлением и продажей запасных частей к тракторам ОТЗ, пошивом спецодежды и постельного белья.
В августе 1999 года с конвейера второй площадки ОТЗ сошли колёсные тракторы ТЛК-4-01 («Онежец-843»).
9 октября 2001 года на ОТЗ-2 прошла презентация нового колёсного трактора-сортиментовоза ШЛК 6-04 («Онежец-754»).
В 2004 году завод выпустил колёсный харвестер ТЛК-4-15 («Онежец-863»).
С 1 ноября 2003 года второй площадкой завода управляло ООО «Онежец-Техуниверсал», а с октября 2004 года — ООО «Инавтомаркет — Карелия». В это время на второй площадке было сосредоточено изготовление и ремонт оборудования для железнодорожных платформ. Кроме того, 22 октября 2003 года на второй площадке ОТЗ было создано дочернее предприятие — ООО «Технопарк ОТЗ-2», в котором организованы деревообрабатывающее, камнеобрабатывающее и швейное производства, производство металлоконструкций, ремонт автомобилей и другие.
Фактически вторая площадка завода («Инавтормаркет — Карелия» и «Технопарк ОТЗ-2») функционировала до 2008 года, когда на данную территорию начался переезд основных мощностей завода с первой площадки.

### Кризис на заводе
В 1993 году завод акционируется и получает наименование Акционерное общество открытого типа «Онежский тракторный завод», с 1996 года — Открытое акционерное общество «Онежский тракторный завод».
В 1990-х и 2000-х годах на заводе, ввиду отсутствия заказов, наблюдался резкий спад производства и, как следствие, задержка заработной платы и сокращение численности трудового коллектива. В эти годы на заводе была введена собственная валюта, так называемые «волнушки», для расчётов с работниками (название заводской валюты было дано по фамилии директора предприятия Николая Волнухина). Количество производимых тракторов снизилось с 12299 штук в 1988 году до нескольких единиц в 2009 году. В качестве одной из мер по выводу предприятия из кризиса стало создание в 1997 и 1998 годах ряда дочерних предприятий на базе существовавших ранее цехов и подразделений завода — АНО «ОнегоМед» (бывшая медико-санитарная часть, поликлиника ОТЗ), ЗАО «Онежец-Авто» (бывший транспортный цех), ЗАО «Онежец-Техинструмент», ЗАО «Онежец-Техуниверсал» (бывший цех станков и приспособлений), ЗАО «Онежский металлургический завод», ООО «Головной технический центр „Онежец-Сервис“», ООО «Испытатель», ООО «Комбинат общественного питания „Онежский“», ООО «ОТЗ-консалт», ООО «Онежец-РемонтСервис», ООО «Онежец-Строй» (бывший ремонтно-строительный цех), ООО «ТНП-Маркет», ООО «Торговый дом „Онежец“», ООО «Уют-сервис» (бывшие гостиница «Онежец» и база отдыха ОТЗ), ООО «Форос ЛТД», ООО «Энерголестрак» и ООО «Онежец-Техуниверсал» (2-я площадка ОТЗ), Учреждение «Головное специализированное конструкторское бюро ОТЗ», Учреждение «Санаторий-профилакторий „Онежец“», ЗАО «Машлессервис», ООО «Онежец-Маркет», ООО «Онега-Тверь-Сервис», ООО «Культурно-деловой центр „ОТЗ-Эффект“» (бывший Дом культуры и техники ОТЗ), ООО «Онега-Нижегород-Сервис», ЗАО «Онега-Свирь-Сервис», ООО «Онега-Коми-Сервис», ТОО «Тюбинген», ООО «Юником», ОАО «Онего-Лизинг» и МАСО «Петромед».
С конца 1990-х годов и в первой половине 2000-х годов первая площадка ОТЗ начала выпуск новых моделей тракторов:
ТЛТ-100А «Онежец-120»,
ТЛТ-100А-04,
ТЛТ-100А-06 «Онежец-110»,
ТЛТ-100АС «Онежец-125»,
ТЛТ-100С-06,
ЛХТ-100А «Онежец-180»,
ЛХТ-100А-12 «Онежец-180-12»,
ЛХТ-100А-120 «Онежец-160»,
ТБ-1-М-15Х,
ТБ-1-М-16Т,
ТБ-1-М-С,
ТБ-1-МА-15 «Онежец-130»,
ТБ-1-МА-16 «Онежец-130-01»,
ТБ-1М-30,
ТЛК-4-15,
ЛТ-230 «Онежец-140».
В 2002 году контрольный пакет акций завода перешёл к белорусской компании «Инавтомаркет», директором завода был назначен Константин Викторович Иванов. С этого времени в состав завода были возвращены созданные ранее дочерние предприятия — ремонтно-механический, инструментальный и чугунолитейный цеха, Головное специализированное конструкторское бюро ОТЗ. Другие — санаторий-профилакторий, заводская гостиница «Онежец» (ныне «Невская»), ЗАО «Онежец-Техуниверсал», культурно-деловой центр «ОТЗ-Эффект» (ныне Экспоцентр), клиника «Онегомед» были проданы сторонним организациям.
В 2003 году завод отметил своё 300-летие под девизом «Завод и город: три века вместе». На тракторах, вышедших с конвейера в юбилейный год, были отражены исторические названия завода — Петровский, Александровский и Онежский. В дни празднования юбилея, в здании бывшей поликлиники ОТЗ на улице Калинина, 1 заново открылся заводской музей.
2 июня 2003 года Онежский тракторный завод и немецкая корпорация «Hohenholer Spezial Machinenbau Gmbh» заключили соглашение о совместной разработке и производстве новой модели колёсного трактора. Уже в ноябре 2003 года на завод прибыл опытный форвардер «ОТЗ-HSM-904F» — 6-колёсный сортиментовоз с зажимом за задней осью и погрузчиком.

26 сентября 2003 года завод выпустил последний в истории предприятия трактор ТДТ-55А, чему был посвящён митинг.
В апреле 2004 года ОТЗ вошёл в состав концерна «Тракторные заводы», генеральным директором завода назначен Виталий Павлович Кириллов В марте 2005 года директором завода избран Михаил Викторович Колесников.
С 2003 года на заводе вынашивалась идея о производстве харвестеров «Nоккa-600», для чего требовалось приобрести лицензию у финляндской компании «Nokka-Tume OY». Для производства харвестера 8 июля 2005 года было создано дочернее предприятие ООО «ОТЗ-Нокка» (7 апреля 2006 года переименовано в ООО «ОТЗ-харвестер»). Однако производство харвестеров «Nоккa-600» из-за финансовых проблем не было начато, в связи с чем 25 мая 2009 года предприятие ООО «ОТЗ-харвестер» было ликвидировано.
В сентябре 2005 года Арбитражный суд Республики Карелия принял решение о введении на заводе процедуры банкротства. В 2007 году, в результате банкротства, создано новое юридическое лицо — Общество с ограниченной ответственностью «Онежский тракторный завод».
В 2007 году запущен в серийное производство трактор «Онежец-300» (опытный образец был изготовлен в 2006 году).

### Переезд на вторую площадку

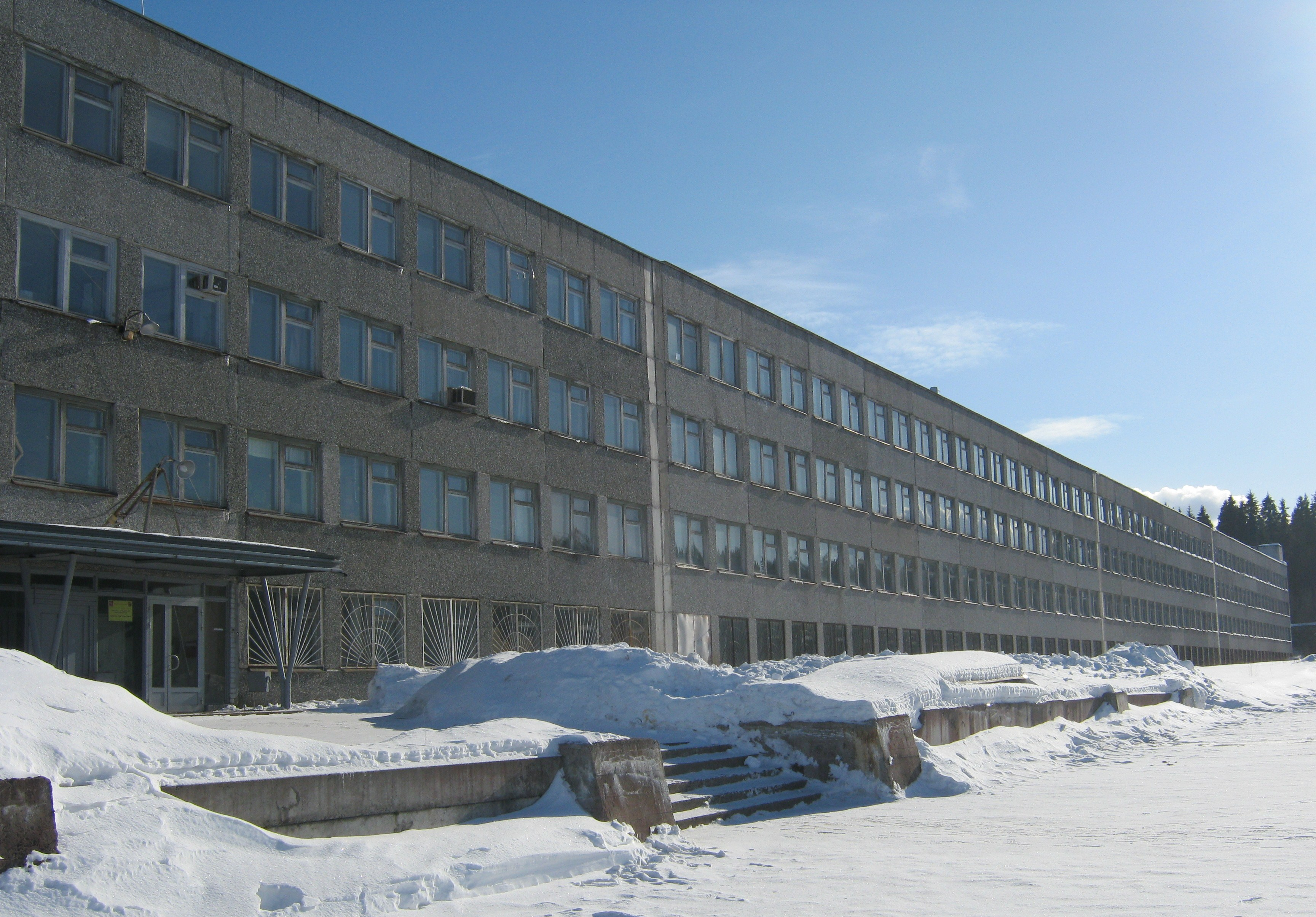
Административный корпус Онежского тракторного завода. 2013 год.

В 2007 году руководство концерна «Тракторные заводы» приняло решение о закрытии производства на первой площадке и полном переводе производства на вторую площадку. Перевод осуществлялся с 2008 по 2010 годы. В 2009 году исполнительным директором завода назначен Даниил Владимирович Демаков. В этом же году на заводе собран первый российский лесозаготовительный комбайн «Четра КХ-451».
В октябре 2008 года выходит в свет последний выпуск заводской газеты «Онежец», выходившей с 1 мая 1929 года.
В 2010 году территория «первой площадки» в центре Петрозаводска была продана санкт-петербургской компании «Охта-групп», которая планирует возвести на бывшей промышленной территории жилые и офисные здания, общественно-торговый центр с сохранением фасадов некоторых исторических корпусов завода и музея.
С 2010 года ООО «Онежский тракторный завод» функционирует только на второй площадке.
В 2013 году директором завода назначен Дмитрий Викторович Сапожков.

### Создание Инжинирингового центра
В 2015 году Онежский тракторный завод совместно с Петрозаводским государственным университетом создали Проектно-конструкторское бюро лесного и сельскохозяйственного машиностроения в составе Инжинирингового центра.

### Банкротство ООО «ОТЗ»
Арбитражный суд Республики Карелия принял решение ввести процедуру наблюдения на ОТЗ. Процедура банкротства в отношении ООО «ОТЗ» была введена в октябре 2016 года по заявлению компании ООО «Бош Рексрот».
В декабре 2018 года из цеха Онежского тракторного завода вышел последний трактор под маркой «ОТЗ».

### Завод «Амкодор-Онего»
В 2018 году белорусский холдинг «Амкодор» запланировал приобретение завода с восстановлением производства лесозаготовительной техники и комплектующих.
14 февраля 2019 года Холдинг «Амкодор» выиграл аукцион на покупку завода. Завод будет функционировать под новым названием — ООО «Амкодор-Онего».

## Хронология наименования завода
- 1703 год — Шуйский оружейный завод
- 1706 год — Новопетровский железный завод
- 1706 год — Олонецкий Петровский железоделательный и пушечно-литейный завод
- 1754 год — Петровский медеплавильный завод
- 1773 год — Новопетровский пушечный завод
- 1774 год — Александровский пушечно-литейный завод
- 1881 год — Александровский снарядоделательный завод
- 1918 год — Александровский завод
- 1918 год — Онежский металлургический и механический завод
- 1924 год — Государственно-местный промышленный трест «Онежский металлургический и механический завод»
- 1928 год — Онежский машиностроительный и металлургический завод
- 1941 год — Завод № 863 в эвакуации (Красноярск)
- 1944 год — Онежский машиностроительный и металлургический завод
- 1945 год — Онежский машиностроительный завод
- 1956 год — Онежский тракторный завод
- 1971 год — Онежский ордена Октябрьской революции тракторный завод
- 1974 год — Онежский ордена Ленина и ордена Октябрьской революции тракторный завод
- 1986 год — Производственное объединение «Онежский тракторный завод»
- 1992 год — Государственное предприятие «Онежский тракторный завод»
- 1993 год — Акционерное общество открытого типа «Онежский тракторный завод»
- 1996 год — Открытое акционерное общество «Онежский тракторный завод»
- 2007 год — Общество с ограниченной ответственностью «Онежский тракторный завод»
- 2019 год — Общество с ограниченной ответственностью «Амкодор-Онего»

## Культура и спорт
Учреждения культуры и спорта предприятия в советский период играли большую роль в жизни не только завода, но и города. В 1925 году был создан Дом культуры ОТЗ, подаривший городу ряд известных коллективов самодеятельности, таких как Оркестр русских народных инструментов «Онего».
Футбольная команда «Онегзавод» с 1925 года участвовала в розыгрышах чемпионата Петрозаводска, в 1930-х носила имя «Рот-Фронт», в 1957 году — «Торпедо». В 1939 году она стала чемпионом Карелии. В 1950-х годах спортсмены-онежцы были костяком команды мастеров «Красная Звезда» (добровольного спортивного общества лесной промышленности, в состав которого входили спортсмены Онегзавода). Команда мастеров «Онежец» была участником первенства СССР по футболу во втором по значимости турнире в классе «Б» в 1961—1972 гг..
В 1935 году и до начала Великой Отечественной войны на катке Онежского завода (у городского стадиона) выступала команда Онежского завода по хоккею с мячом «Рот-Фронт».
С 1957 по 1961 годы под эгидой Онегзавода существовала команда по хоккею с мячом «Торпедо» (с 1957 г. — «Онежец»), участвовавшая в чемпионате СССР и спартакиаде народов РСФСР.
В 1960-х команда по хоккею с шайбой «Онежец» участвовала в первенстве РСФСР, выигрывала первенства Карелии по хоккею.
Команда баскетболистов Онежского тракторного завода в 1960-х гг. участвовала в розыгрышах первенств Петрозаводска и Карелии, в 1961 году после выигрыша зонального турнира команда баскетболистов Онегзавода выступала в соревнованиях на первенство РСФСР.
Женская команда по гандболу «Онежец» в 1980 году участвовала в розыгрыше чемпионата РСФСР среди команд класса А.
Команда по водно-моторному спорту (скутеристы) выступала на первенствах СССР, в 1960 г. заняла 10 место среди сильнейших команд страны.
Инженер-технолог завода Иосиф Львович Каган 21 раз становился чемпионом Карелии по шахматам.
В 1971 году при службе жилищно-коммунальных предприятий завода был создан подростковый клуб «Онежец», в кружках и секциях которого занимались более 200 детей.

## Руководители завода[139]
- 1703 год — Яков Власов
- 1705 год — Алексей Степанович Чоглоков
- 1713 год — Виллим Иванович Геннин
- 1721 год — Вильгельм Бланкенгаген
- 1772 год — Аникита Сергеевич Ярцов
- 1782 год — Фёдор Илларионович Грамматчиков
- 1786 год — Карл Карлович Гаскойн
- 1806 год — Александр Маркович Полторацкий
- 1807 год — Адам Васильевич Армстронг
- 1819 год — Александр Андреевич Фуллон
- 1833 год — Роман Адамович Армстронг
- 1843 год — Николай Фёдорович Бутенев
- 1847 год — Николай Александрович Фелькнер
- 1849 год — Иван Прокопьевич Чебаевский[140][141]
- 1857 год — Иван Петрович Егоров[142].
- 1864 год — Павел Фёдорович Галдобин[143].
- 1867 год — Холостов, Порфирий Ефимович
- 1869 год — Земляницын Ардалион Иванович[144]
- 1875 год — Александр Николаевич Фелькнер
- 1881 год — Александр Карлович Чермак
- 1881 год — Иван Иванович Рыжов
- 1883 год — Виктор Викторович Перловский
- 1889 год — Василий Фёдорович Поляков
- 1892 год — Николай Иванович Оссовский
- 1894 год — Пётр Кузьмич Гвоздёв[145]
- 1900 год — Венедикт Иванович Жолковский[146].
- 1903 год — Иван Степанович Яхонтов
- 1917 год — Синоленцкий
- 1918 год — Александр Михайлович Пригоровский
- 1922 год — Сергей Михайлович Эрихман
- 1926 год — Иван Михайлович Жданов
- 1926 год — Оскар Гансович Саар
- 1930 год — Виктор Петрович Ванхонен
- 1931 год — Оскар Гансович Саар
- 1932 год — Вараксин
- 1932 год — Иван Васильевич Воробьёв
- 1932 год — Иван Васильевич Максимовский
- 1935 год — Григорий Герасимович Юрков
- 1935 год — Пантелеймон Захарович Старущенко
- 1937 год — Андрей Николаевич Брызгалов
- 1941 год — Владимир Владимирович Тиден
- 1941 год — Степан Иванович Андреев
- 1942 год — Николай Васильевич Масеткин
- 1943 год — Александр Михайлович Поликарпов
- 1944 год — Михаил Дорофеевич Филиппов
- 1951 год — Иван Васильевич Грачёв
- 1961 год — Борис Наумович Одлис
- 1986 год — Николай Михайлович Волнухин
- 2002 год — Константин Викторович Иванов
- 2004 год — Виталий Павлович Кириллов
- 2005 год — Михаил Викторович Колесников
- 2009 год — Даниил Владимирович Демаков
- 2013 год — Дмитрий Викторович Сапожков
- 2018 год — Алексей Владимирович Иванов
- 2019 год — Сергей Иванович Гайтюкевич
- 2020 год — Александр Александрович Шакутин
- 2022 год - Игорь Владимирович Дроздов
- 2024 год - Павел Викторович Суходолов

## Герои труда и социалистического труда — работники завода
- Корытов А. Н., Герой Труда, рабочий.
- Чехонин Павел Михайлович, Герой Социалистического труда, почётный гражданин Петрозаводска, фрезеровщик[147]
- Варухин Иван Михайлович, кавалер Ордена Ленина, почётный гражданин Петрозаводска, кузнец[148].

## Продукция

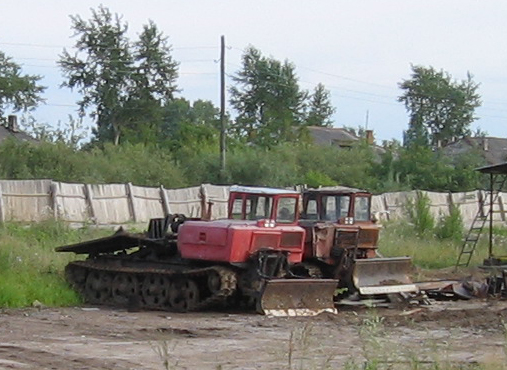
Трактор ТДТ-55

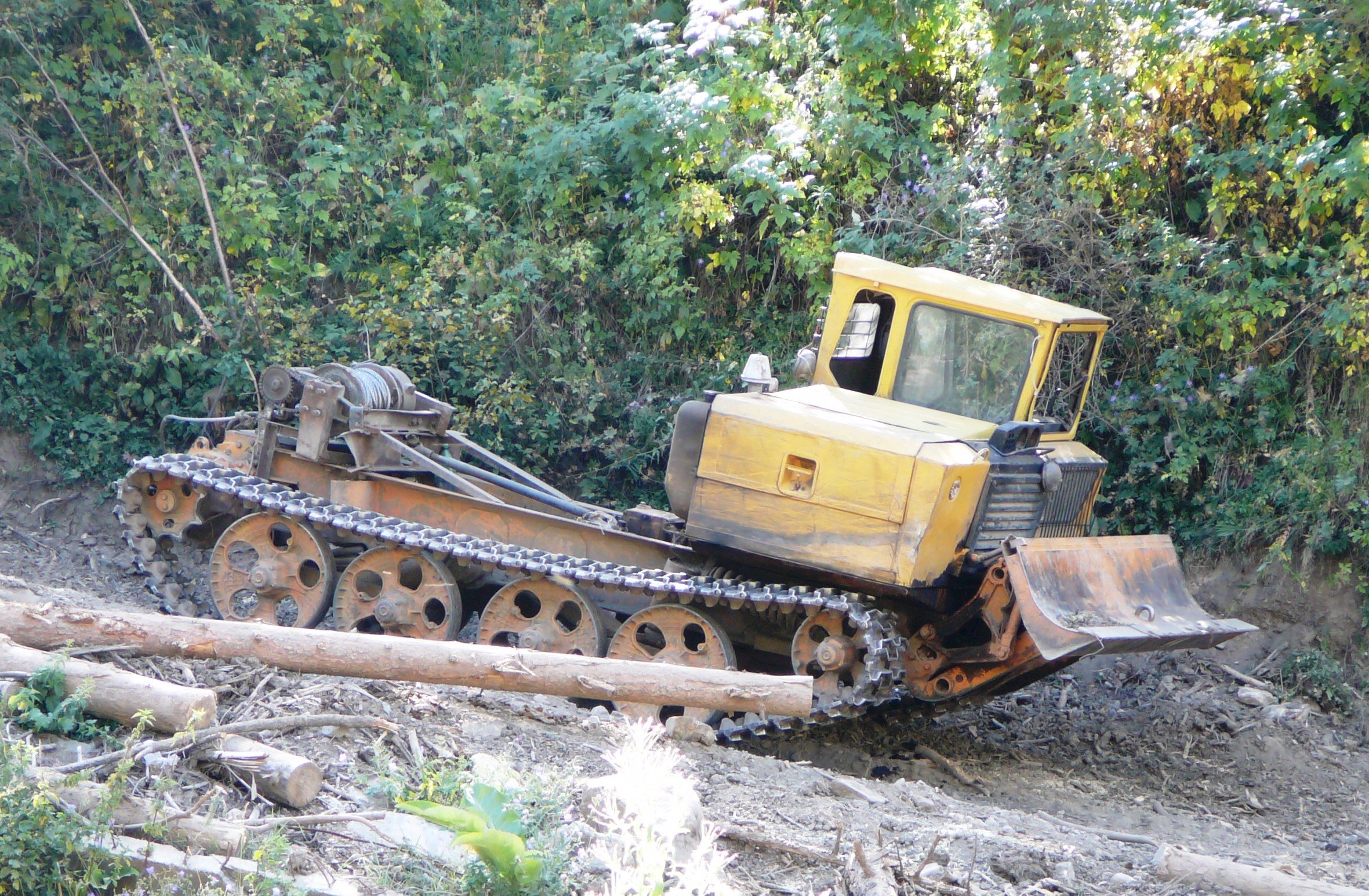
Трактор ТДТ-55А

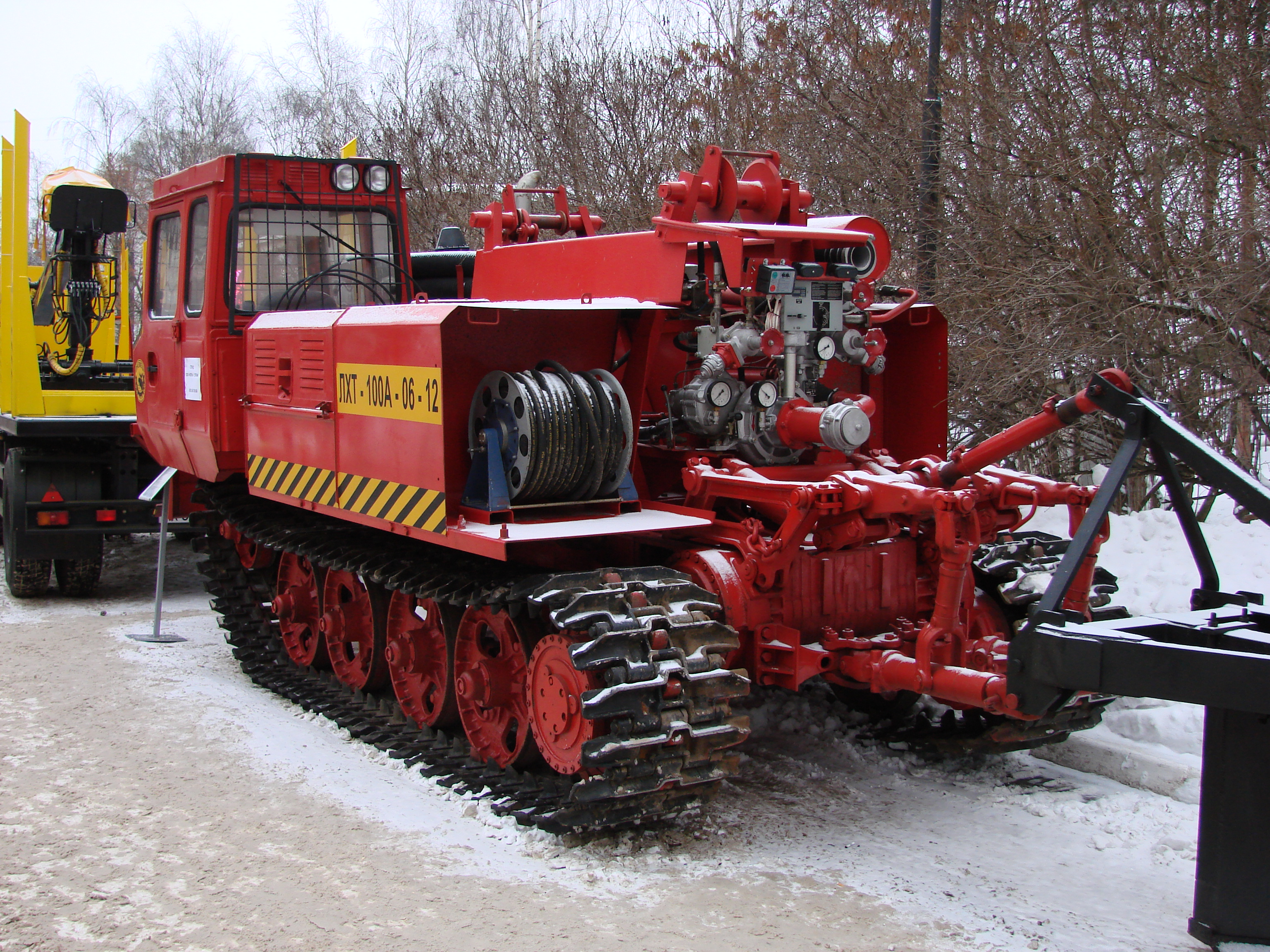
Машина лесопожарная гусеничная ЛХТ-100А-06-12

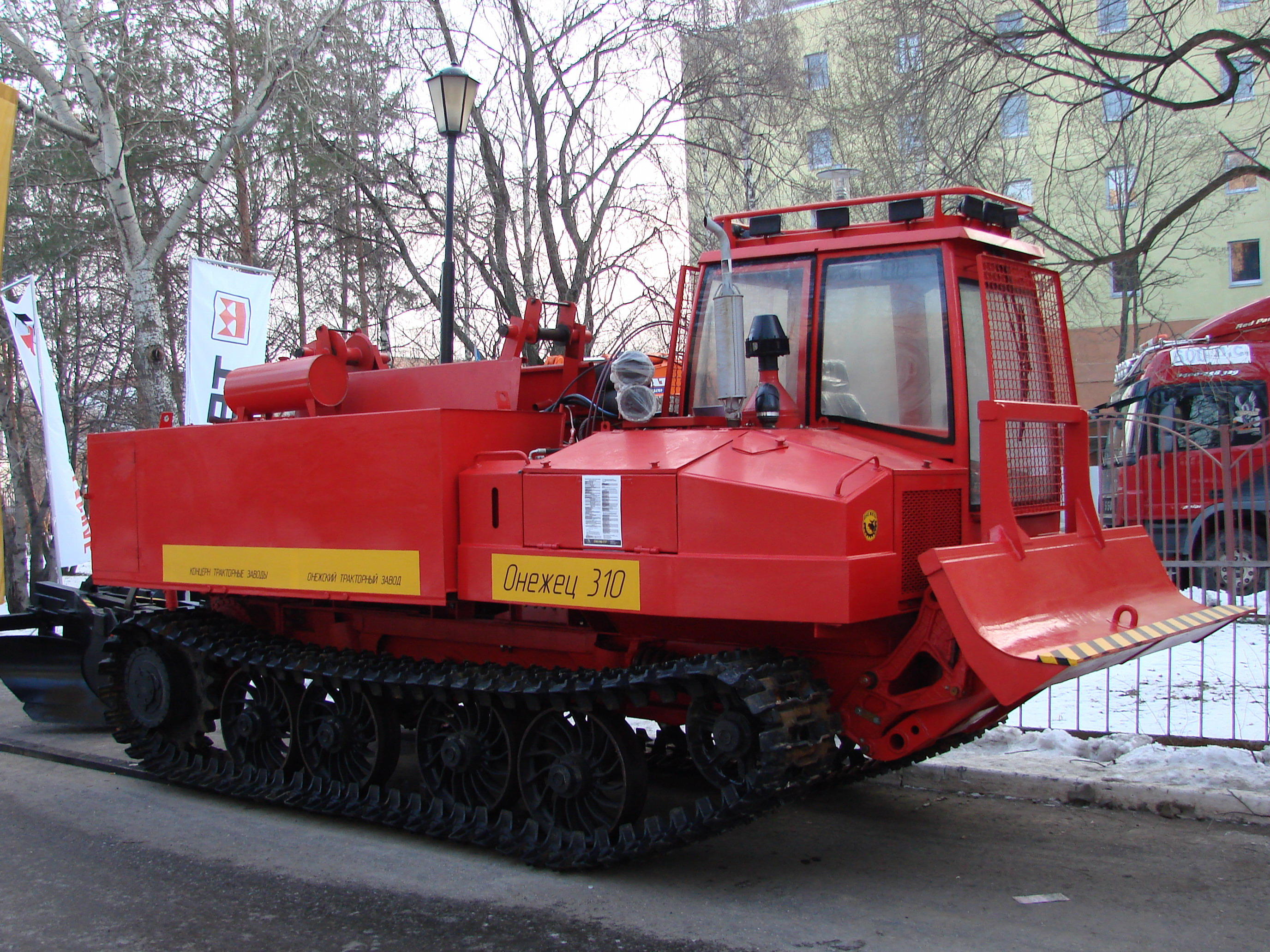
Машина лесопожарная «Онежец-310»

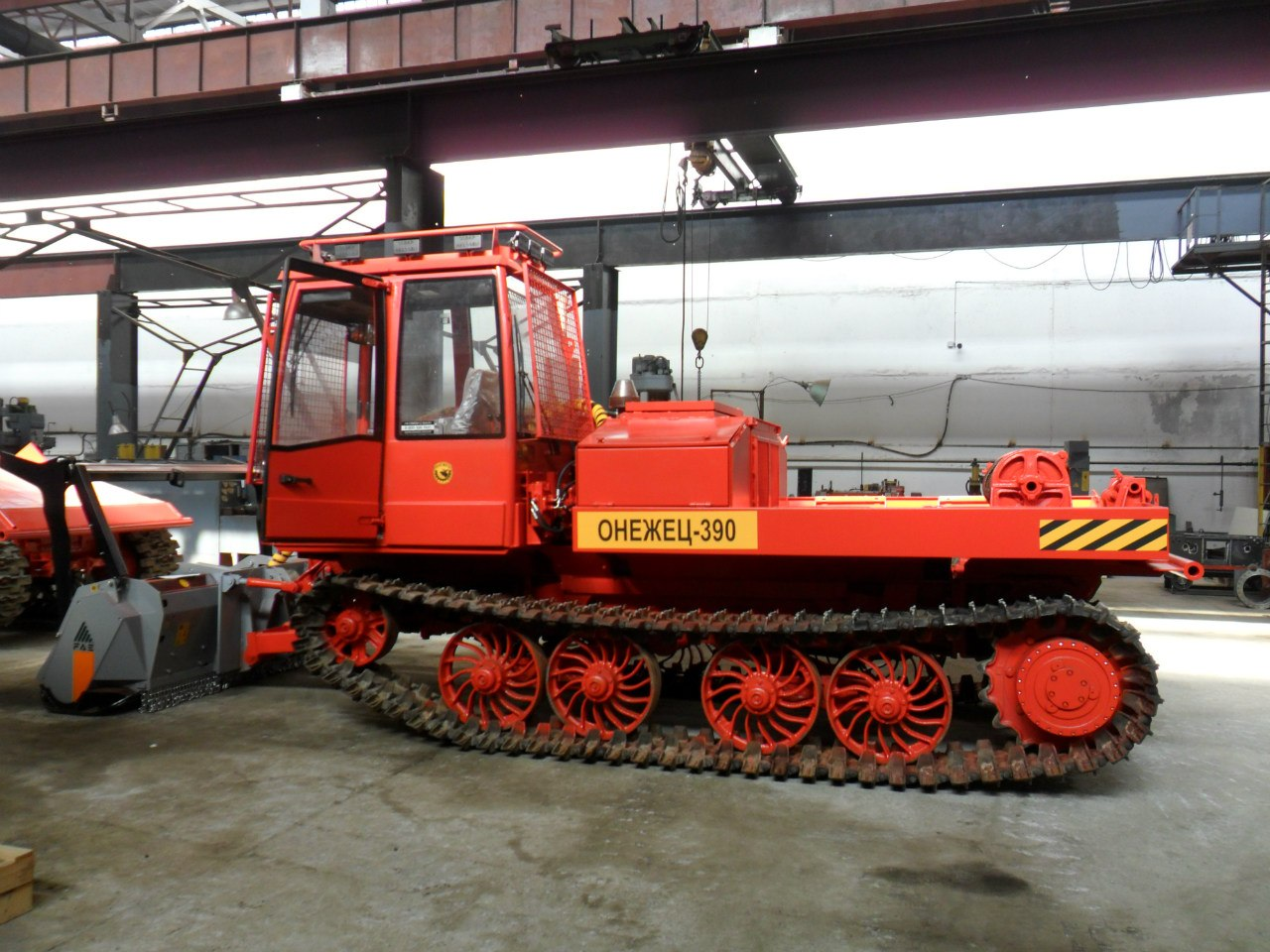
Трактор «Онежец-390» с мульчером

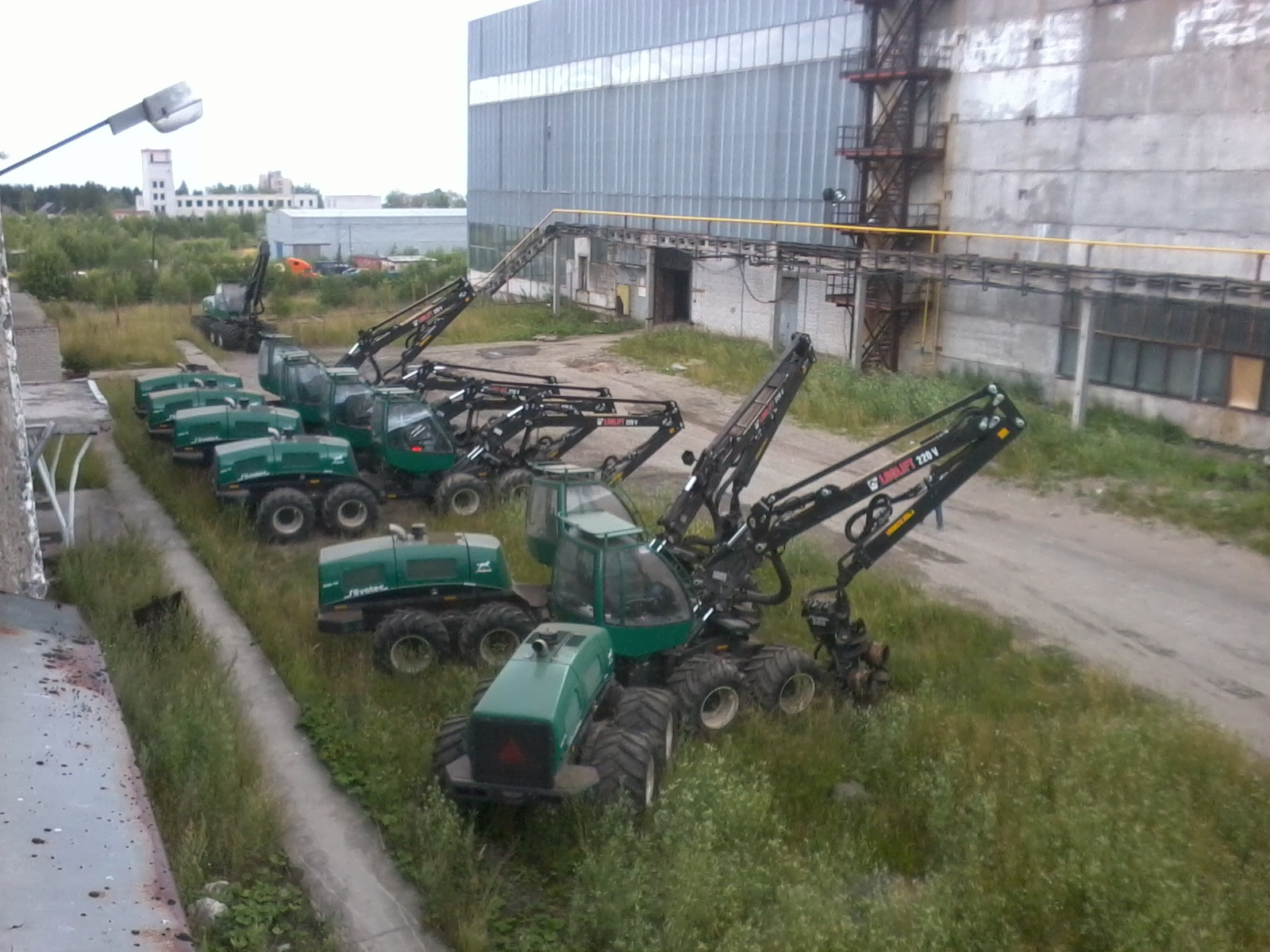
Харвестер «Четра КХ-451»

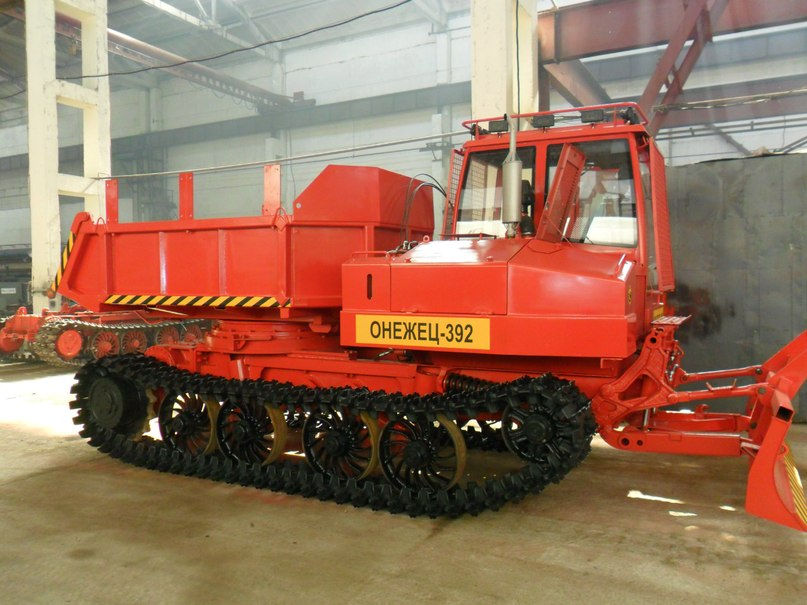
Трактор «Онежец-392»

В настоящее время на заводе выпускаются трактор «Онежец-300» (базовая машина), а также ряд различных модификаций машин для лесной и других отраслей промышленности, в том числе трелёвочная чокерная машина «Онежец-320», гусеничная лесопожарная машина «Онежец-310», трактор «Онежец-390» с мульчером, гусеничный сортиментовоз «Онежец-350», гусеничная машина для бесчокерной трелёвки леса «Онежец-330», тракторы «Онежец-332», «Онежец-333», «Онежец-334», «Онежец-335», «Онежец-380», «Онежец-382», «Онежец-385», «Онежец-392», «Онежец-392-01», «Онежец-395».

## Памятники

### Петрозаводск
- Памятник «300 лет Петровским заводам»
- Пушка Александровского завода в Комсомольском сквере
- Памятник трактору ТДТ-50
- Памятник Николаю Григорьеву
- Мемориальная доска «Онежцам, павшим за Родину»
- Мемориальная доска Вильгельму Геннину
- Памятник Петру Великому
- Первая в России железная дорога (на улице Калинина)
- Экспонаты в Губернаторском саду
- Мемориальная доска Чарльзу Гаскойну
- Мемориальная доска Николаю Варламову
- Памятник Николаю Варламову
- Стела в честь Николая Репникова
- Две пушки на Онежской набережной, символизирующие производство пушек на заводе

### Брест
- Две пушки Александровского завода

### Владивосток
- Две пушки Александровского завода

### Грозный
- Две пушки Александровского завода

### Кириши
- Две пушки Александровского завода

## Музеи
- Музей промышленной истории Петрозаводска (бывший музей ОТЗ)
- Музей Николая Варламова

## Нумизматика
- Монета «Петрозаводск»
- Монета «Окно в Европу»
- Банкноты Вьетнама

## Прочее
- Дом культуры ОТЗ

## Заводская топонимика Петрозаводска

### Адресные объекты
| №  | Тип        | Название                | Район                | Описание                                                                                           |
| -- | ---------- | ----------------------- | -------------------- | -------------------------------------------------------------------------------------------------- |
| 1  | Аллея      | 300-летия Петрозаводска | Центр                | От улицы Анохина до улицы Шотмана                                                                  |
| 2  | Переулок   | Аксентьева              | Перевалка            | От улицы Ватутина до Парковой улицы                                                                |
| 3  | Проезд     | Александровский         | Древлянка            | От Стрелкового проезда до Крымского проезда                                                        |
| 4  | Улица      | Варламова               | Зарека               | От Казарменской улицы до улицы «Правды»                                                            |
| 5  | Парк       | Голиковский             | Голиковка            | Между проспектом Александра Невского, улицей Варламова, улицей Володарского и улицей Льва Толстого |
| 6  | Улица      | Григорьева              | Октябрьский          | От улицы Зайцева до Октябрьского проспекта                                                         |
| 7  | Улица      | Древлянка               | Древлянка            | От Лесного проспекта до улицы Попова                                                               |
| 8  | Набережная | Древлянская             | Центр                | От улицы Анохина до Коммунальной улицы                                                             |
| 9  | Парк       | Древлянская Роща        | Центр                | Между Лососинской улицей, рекой Лососинкой, Повенецкой улицей и железной дорогой                   |
| 10 | Набережная | Закаменская             | Центр                | От улицы Анохина до улицы Шотмана                                                                  |
| 11 | Переулок   | Закаменский             | Центр                | От улицы Фридриха Энгельса до улицы Герцена                                                        |
| 12 | Улица      | Казарменская            | Зарека, Голиковка    | От улицы «Правды» до улицы Калинина                                                                |
| 13 | Проезд     | Крымский                | Древлянка            | От улицы Роберта Рождественского до Александровского проезда                                       |
| 14 | Улица      | Кузьмина                | Зарека, Голиковка    | От улицы «Правды» до улицы Маршала Мерецкова                                                       |
| 15 | Площадь    | Литейная                | Голиковка            | В начале улицы Калинина                                                                            |
| 16 | Улица      | Лососинская             | Центр                | От Коммунальной улицы до железной дороги                                                           |
| 17 | Шоссе      | Лососинское             | Древлянка, Перевалка | От железной дороги до городской черты                                                              |
| 18 | Проезд     | Марциальный             | Кукковка             | От Серебристой улицы до Усадебной улицы                                                            |
| 19 | Проезд     | Механический            | Южная промзона       | От Вознесенского шоссе до проезда Строителей                                                       |
| 20 | Улица      | Паустовского            | Древлянка            | От Лесного проспекта до Рябиновой улицы                                                            |
| 21 | Сад        | Петровский              | Центр                | Между проспектом Карла Маркса, Онежской набережной, рекой Лососинкой и улицы Луначарского          |
| 22 | Сквер      | Петровский              | Центр                | На Онежской набережной, в начале проспекта Карла Маркса                                            |
| 23 | Улица      | Пробная                 | Зарека               | От улицы Ригачина до улицы «Правды»                                                                |
| 24 | Переулок   | Репникова               | Перевалка            | От улицы Ватутина до Парковой улицы                                                                |
| 25 | Улица      | Репникова               | Ключевая             | От Ключевского шоссе до улицы Антонова                                                             |
| 26 | Проезд     | Рудный                  | Древлянка            | От Университетской улицы до Летнего проезда                                                        |
| 27 | Проезд     | Севастопольский         | Древлянка            | От Полигонного проезда до Александровского проезда                                                 |
| 28 | Проезд     | Тидена                  | Кукковка             | От Вытегорского шоссе до Комсомольского проспекта                                                  |
| 29 | Проезд     | Угольный                | Древлянка            | От Каменного проезда до Рудного проезда                                                            |
| 30 | Парк       | Якорный                 | Зарека               | В начале улицы Ригачина, у реки Лососинки                                                          |
| 31 | Парк       | Ямка                    | Центр                | Между рекой Лососинкой, проспектом Карла Маркса, улица Фридриха Энгельса и улицей «Правды»         |
|    | Улица      | Английская              | Центр                | Ныне переименована (улица Фридриха Энгельса, проспект Карла Маркса)                                |
|    | Улица      | Большая Казарменская    | Зарека, Голиковка    | Ныне переименована (улица Льва Толстого)                                                           |
|    | Улица      | Большая Закаменская     | Центр                | Ныне переименована (улица Герцена)                                                                 |
|    | Улица      | Древлянка               | Перевалка            | Ныне переименована (Парковая улица, Высотный проезд)                                               |
|    | Дорога     | Древлянская             | Центр                | Ныне переименована (улица Гоголя)                                                                  |
|    | Улица      | Древлянская             | Центр                | Ныне упразднена                                                                                    |
|    | Улица      | Древлянская             | Центр                | Ныне переименована (улица Гоголя)                                                                  |
|    | Линия      | Заводская               | Центр, Голиковка     | Ныне переименована (улица Фридриха Энгельса, улица Калинина)                                       |
|    | Площадь    | Заводская               | Голиковка            | Ныне переименована (Голиковский парк)                                                              |
|    | Улица      | Заводская               | Голиковка            | Ныне переименована (улица Варламова)                                                               |
|    | Площадь    | Заводской Церкви        | Голиковка            | Ныне переименована (Голиковский парк)                                                              |
|    | Площадь    | Конюшенная              | Центр                | Ныне переименована (сквер 71-й Стрелковой Дивизии)                                                 |
|    | Дорога     | Лососинская             | Центр, Древлянка     | Ныне переименована (Лососинская улица, Высотный проезд, улица Древлянка, Лососинское шоссе)        |
|    | Улица      | Малая Английская        | Центр                | Ныне переименована (улица Фридриха Энгельса)                                                       |
|    | Улица      | Малая Закаменская       | Центр                | Ныне переименована (Закаменский переулок)                                                          |
|    | Улица      | Малая Казарменская      | Зарека               | Ныне переименована (Казарменская улица)                                                            |
|    | Улица      | Мастеровая              | Голиковка            | Ныне переименована (улица Варламова)                                                               |
|    | Парк       | Онегзавода              | Голиковка            | Ныне переименован (парк Ямка)                                                                      |
|    | Площадь    | Онегзавода              | Голиковка            | Ныне переименована (Литейная площадь)                                                              |
|    | Дорога     | Плотинская              | Древлянка            | Ныне переименована (5-й Денный проезд)                                                             |
|    | Улица      | Пробная                 | Зарека               | Ныне переименована (улица Луначарского)                                                            |
|    | Улица      | Угольная                | Голиковка            | Ныне переименована (улица Калинина)                                                                |
|    | Сад        | Угольный                | Голиковка            | Ныне переименован (парк Берёзовая Роща)                                                            |

### Районы города Петрозаводска
| № | Тип   | Название  | Примечание |
| - | ----- | --------- | ---------- |
| 1 | Район | Голиковка |            |
| 2 | Район | Древлянка |            |
| 3 | Район | Зарека    |            |

### Микрорайоны города Петрозаводска
| №  | Тип        | Название      | Примечание             |
| -- | ---------- | ------------- | ---------------------- |
| 1  | Местечко   | Александровка | Часть района Зарека    |
| 2  | Микрорайон | Голиковка-1   | Часть района Голиковка |
| 3  | Микрораойн | Голиковка-2   | Часть района Голиковка |
| 4  | Микрорайон | Голиковка-3   | Часть района Голиковка |
| 5  | Микрорайон | Голиковка-4   | Часть района Голиковка |
| 6  | Микрорайон | Древлянка-1   | Часть района Древлянка |
| 7  | Микрорайон | Древлянка-2   | Часть района Древлянка |
| 8  | Микрорайон | Древлянка-3   | Часть района Древлянка |
| 9  | Микрорайон | Древлянка-3-4 | Часть района Древлянка |
| 10 | Микрорайон | Древлянка-4   | Часть района Древлянка |
| 11 | Микрорайон | Древлянка-5   | Часть района Древлянка |
| 12 | Микрорайон | Древлянка-6   | Часть района Древлянка |
| 13 | Микрорайон | Древлянка-7   | Часть района Древлянка |
| 14 | Микрорайон | Древлянка-8   | Часть района Древлянка |
| 15 | Микрорайон | Древлянка-9   | Часть района Древлянка |
| 16 | Микрорайон | Древлянка-10  | Часть района Древлянка |
| 17 | Квартал    | Древлянка-А   | Часть района Древлянка |
| 18 | Участок    | Древлянский   | Часть района Центр     |
| 19 | Участок    | Закаменное    | Часть района Центр     |
| 20 | Микрорайон | Зарецкий      | Часть района Зарека    |
| 21 | Посёлок    | Онегзавода    | Часть района Перевалка |
| 22 | Местечко   | Проба         | Часть района Зарека    |